# Болгария
Болга́рия (болг. България [bɤɫˈgarijɐ]), официально — Респу́блика Болга́рия (болг. Република България [rɛˈpublʲikə bɤɫˈgarijɐ]) — государство в Юго-Восточной Европе, в восточной части Балканского полуострова, занимает 22 % его площади. Население составляет 6 447 710 чел. (на 2022 год), а территория — 110 993 км². Страна занимает 103-е место в мире по территории и 110-е по численности населения. В Европейском союзе занимает 11-е и 16-е места по территории и численности населения, соответственно.
На востоке омывается Чёрным морем. Граничит с Грецией и Турцией на юге, с Сербией и Северной Македонией — на западе и с Румынией — на севере. Общая длина границ — 2245 км, из них 1181 км — сухопутные, 666 км — речные (407 км по границе с Румынией по реке Дунай, 259 км по границе с Турцией по реке Резовска) и 378 км — по Чёрному морю. Самое большое расстояние между крайними географическими точками — 520 км с запада на восток и 330 км с севера на юг.
Столица — София. Денежная единица — болгарский лев. Государственный язык — болгарский.
Страна получила название по этнониму народа болгары. История государства связана с тремя царствами; первое появилось в 681 году, второе появилось в 1185 году, третье — в 1908 году. С 1946 по 1990 год была социалистическим государством.
Парламентская республика с президентским правлением. В 2016 году президентом Болгарии сроком на пять лет избран Румен Радев, впоследствии переизбранный на второй срок в 2021 году.
Согласно административному делению, страна делится на 28 областей, которые подразделяются на 265 общин.
Согласно конституции, Болгария является светским государством. Значительная часть населения (около 78 %) исповедует православие.
Является индустриальной страной с развитым сельским хозяйством. Одними из основных отраслей экономики также являются туризм и сфера услуг. Страна испытывает демографический кризис и занимает 73-е место по продолжительности жизни. По данным МВФ, объём ВВП по ППС за 2018 год составил $159,681 млрд ($22 700 на человека).
Член ООН с 1955 года, ОБСЕ с 1975 года, ОЧЭС с 1992 года, Совета Европы с 1992 года, ВТО с 1996 года, НАТО с 2004 года и ЕС с 2007 года, государство-участник Шенгенской зоны.

## Этимология
Название страны происходит от названия тюркских племён булгары, населявших с IV века степи Северного Причерноморья до Каспия и Северного Кавказа и мигрировавших во 2-й половине VII века частично в Подунавье, а позднее — в Среднее Поволжье и ряд других регионов. Некоторые историки ставят под вопрос идентификацию булгар как тюркского племени, высказывая гипотезу об их североиранском происхождении. Этноним «булгары», возможно, возник из прототюркского слова bulģha («смешивать», «встряхивать», «перемешивать») и его производного bulgak («восстание», «беспорядок»). Альтернативные этимологии выводят происхождение этнонима из монгольского bulğarak («отделить») или от соединения пратюркского bel («пять») и gur («стрела» в смысле «племя»), предполагаемого разделения утигуров или оногуров («десять племён»).
Ещё одна гипотеза происхождения названия страны связана с особенностями произношения названия реки Волга, у берегов которой обитали эти племена, постепенно видоизменявшего: Volga — Volgarii — Volgaria — Bolgaria — Bulgaria.

## География
Территория Болгарии 110 994 км², немного больше Исландии. Страна расположена на западном побережье Чёрного моря, на севере граничит с Румынией, на юге — с Грецией, на юго-востоке — с Турцией, на западе — с Сербией, на юго-западе с Грецией и Северной Македонией. Несмотря на относительно небольшие размеры, ландшафт Болгарии весьма разнообразен. Длина границ Болгарии составляет 2245 км. Общая протяженность речной границы по реке Дунай и по реке Резовской составляет 686 км, общая протяженность черноморской границы составляет 378 км; южные и западные границы определены в основном горными хребтами.

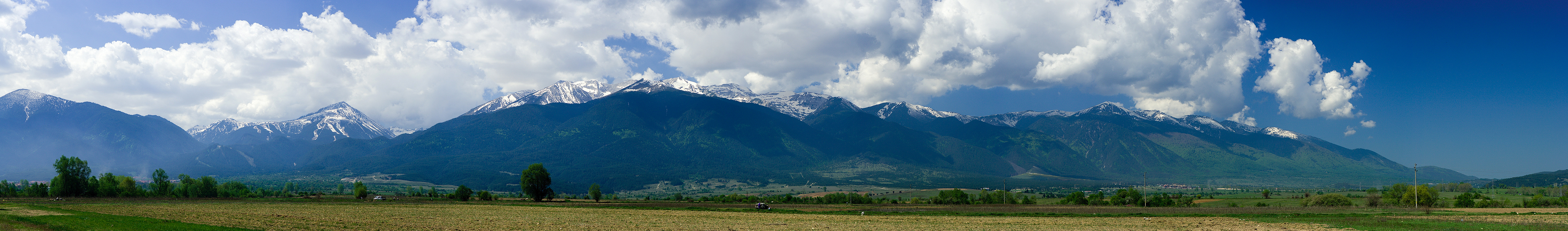
Панорама Пирина

### Рельеф и топография

Физическая карта Болгарии

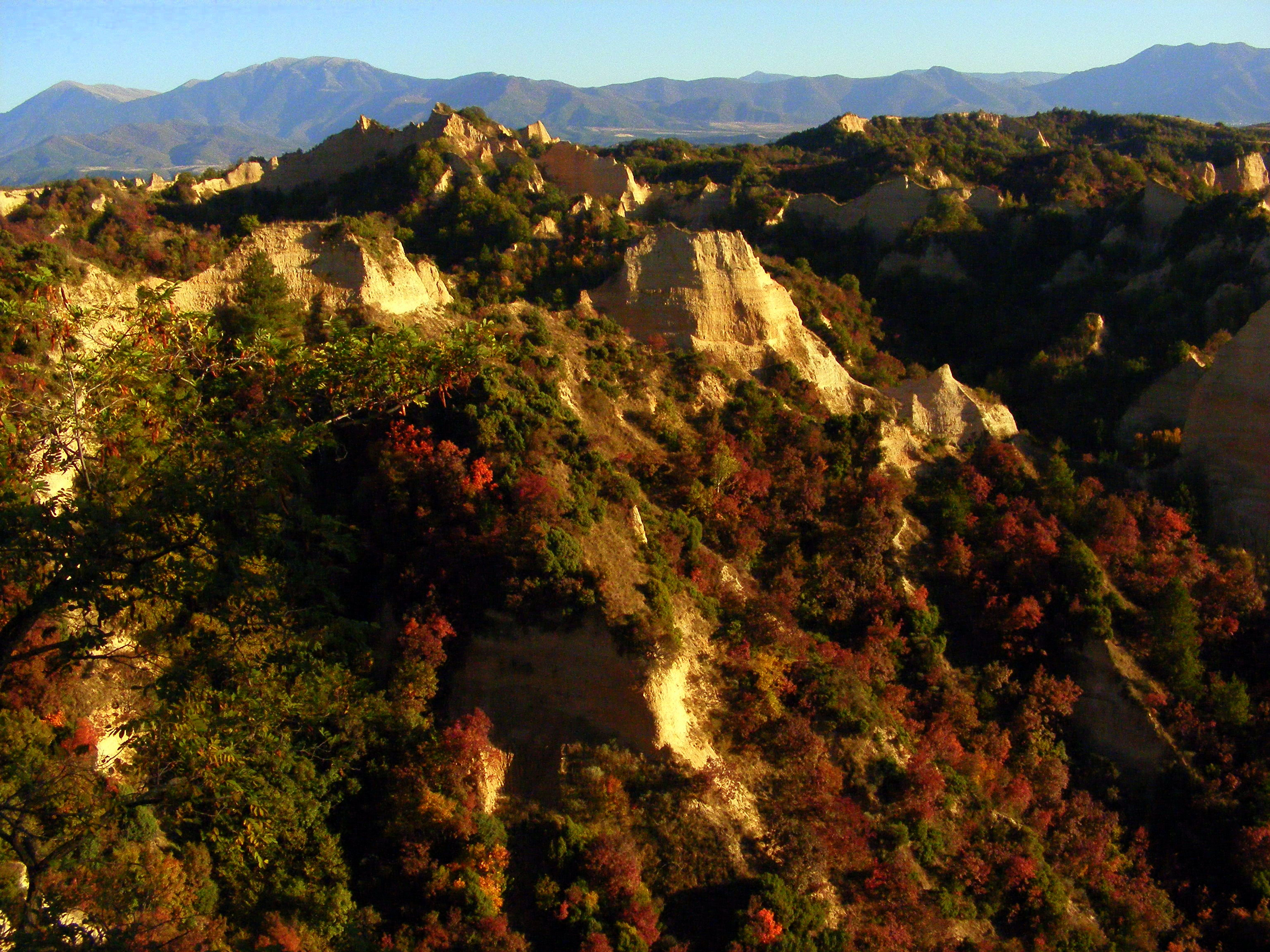
Горы в Болгарии

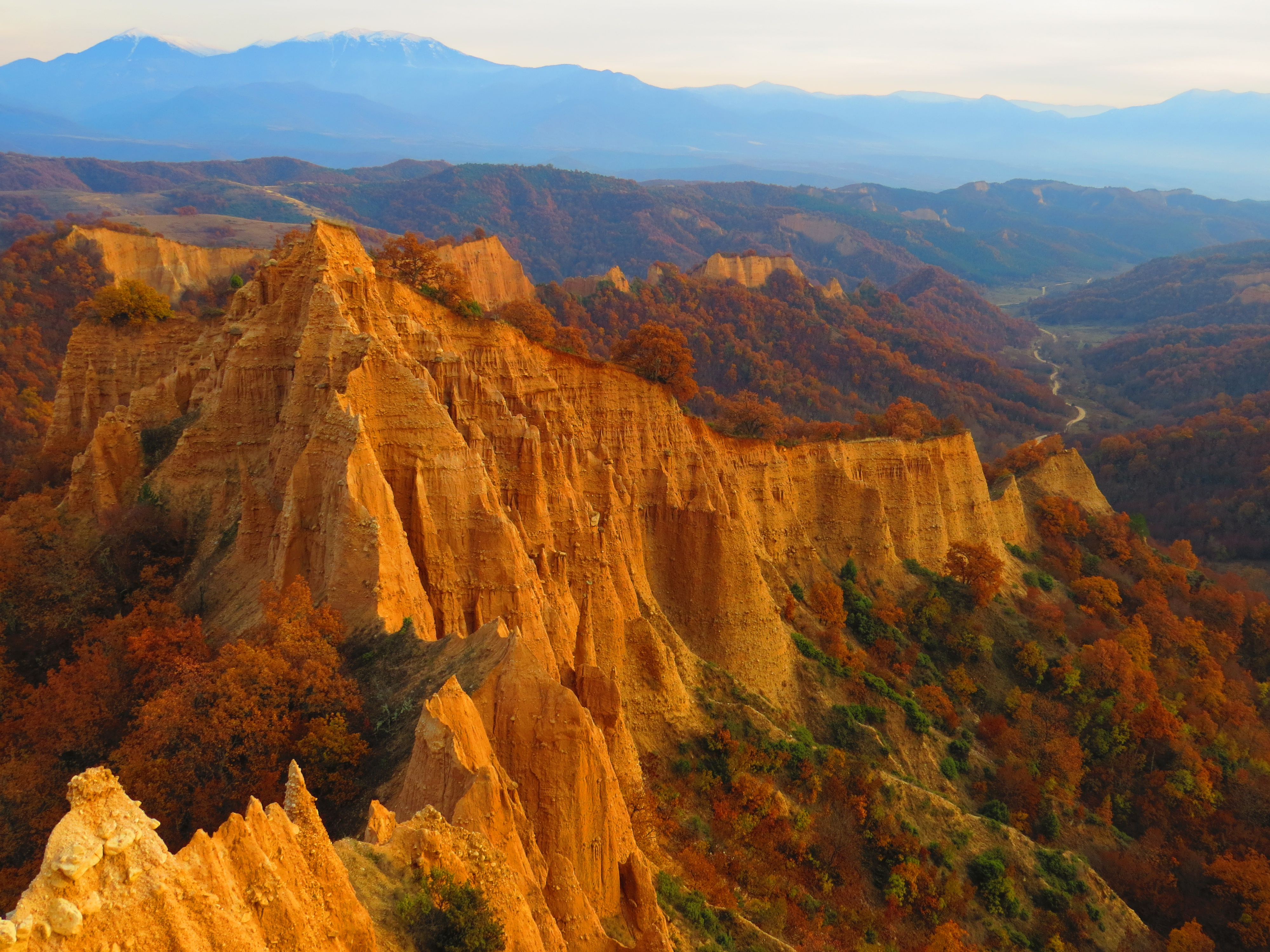

Рельеф Болгарии неоднороден. На относительно небольшой территории страны находятся низменности, равнины, холмы, низкие и высокие горы, большое количество долин и глубоких ущелий. Главной особенностью топографии Болгарии является чередование полос высокого и низкого ландшафта, которые проходят с востока на запад через всю страну. Эти полосы (называемые геоморфологическими областями) с севера на юг носят названия: Нижнедунайская низменность, Стара-Планина, Верхнефракийская низменность и Рила-Родопский горный массив. В Болгарии 3 горных системы: Пирин, Рила и Родопы. Самые восточные области у Чёрного моря холмистые, они постепенно набирают высоту к западу, а крайняя западная часть страны высокогорная. Более двух третей страны — равнины, плато или холмистые земли высотой менее 600 м. Равнины (ниже 200 м) составляют 31 % территории, плато и холмы (200—600 м) — 41 %, низкие горы (600—1000 м) 10 %, средние горы (1000—1500 м) 10 %, и высокие горы (более 1500 м) 3 %. Средняя высота Болгарии — 470 м.
Болгарская часть от Стара-Планина (Балканские горы) на запад начинается от реки Тимок и продолжается на восток до Черного моря. Оттуда горы уходят на восток до Чёрного моря. Стара-Планина имеет длину около 600 км и ширину 30—50 км. Их самый высокий участок находится в центральной Болгарии, где находится гора Ботев, самая высокая точка Балканских гор высотой 2376 м. Балканские горы постепенно снижаются до скал Черноморского побережья. Южные склоны Стара-Планины и Средна-Горы переходят во Верхнефракийскую низменность и Софийскую котловину. Имеющая треугольную форму, Верхнефракийская низменность начинается в точке к востоку от гор недалеко от Софии и расширяется в восточном направлении к Чёрному морю. На ней находятся долина реки Марица и низменности, которые расположены между рекой и Чёрным морем. Подобно Нижнедунайской низменности, большая часть Верхнефракийской низменности холмистая и не является равниной в обычном смысле. Большая часть территории пригодна для сельского хозяйства.
Относительно высокие горы занимают область между Верхнефракийской низменностью и Софийской котловиной и границей с Грецией на юге. На западе страны находятся три хребта: Витоша к югу от Софии, Рила далее на юг и Пирин в юго-западной части страны. Они являются наиболее высокой топографической областью Болгарии и всего Балканского полуострова. Хребет Рила включает гору Мусала высотой 2925 м, это самая высокая гора в Балканских странах. Около дюжины других гор в системе Рила имеют высоту более 2600 м. Для самых высоких гор характерны редкие голые скалы и отдельные озёра выше линии деревьев. Более низкие пики покрыты альпийскими лугами. Для хребта Пирин характерны скалистые пики и каменные склоны. Его самый высокий пик — Вихрен высотой 2915 м, второй по высоте пик Болгарии. Далее на восток расположены Родопы.

### Реки

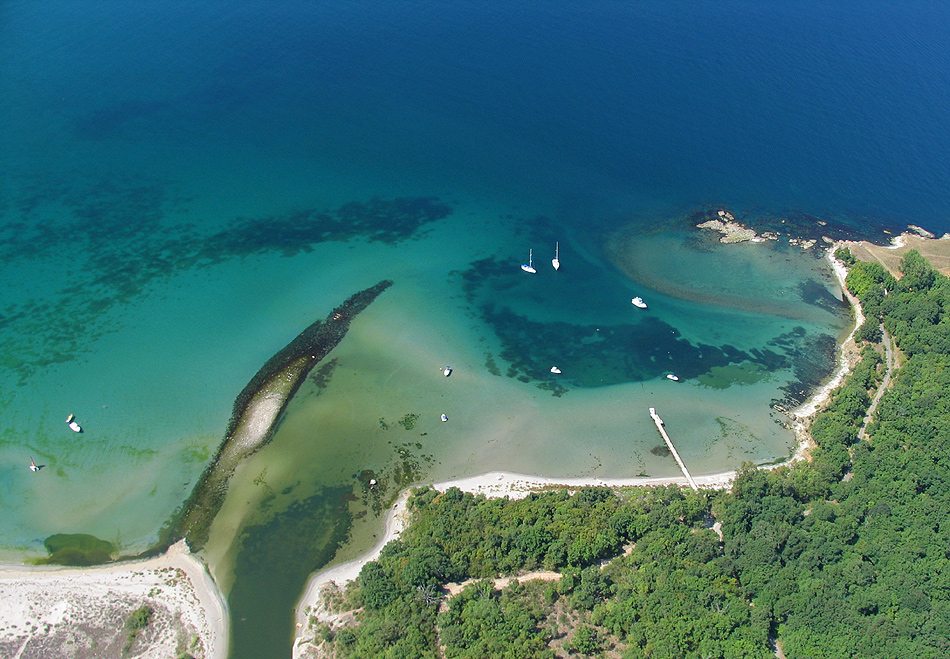
Река Ропотамо

Стара-Планина делит Болгарию на две почти равные речные системы. Большая система обеспечивает водосбор северной части Болгарии, сток её идёт в Чёрное море, главным образом по реке Дунай. Эта система охватывает всю Нижнедунайскую низменность и простирается на 48—80 км внутрь страны от его береговой линии. Вторая система собирает сток воды Верхнефракийской низменности и большей части высокогорных территорий стран юга и юго-запада в Эгейское море. Из всех рек судоходен только Дунай, однако многие другие реки и притоки в Болгарии имеют высокий потенциал для производства гидроэлектроэнергии и как источник поливной воды.

### Климат
Площадь Болгарии невелика, однако её климат довольно разнообразен. Страна находится в континентальной и средиземноморской климатических зонах. Болгарские горы и долины являются естественными барьерами или каналами для воздушных масс, что создаёт резкий контраст в погоде на относительно коротких расстояниях. Зона континентального климата несколько больше, так как континентальные массы воздуха легко попадают на Дунайскую низменность. Воздействие континентального климата более сильное зимой, когда происходят сильные снегопады; влияние средиземноморского климата сильнее в течение лета, когда стоит горячая, сухая погода. Эффект барьера Балканских гор чувствуется по всей стране: в среднем в северной Болгарии на один градус холоднее и она получает на 192 мм осадков больше, чем южная Болгария. Так как Чёрное море недостаточно велико, чтобы быть главным фактором, оказывающим влияние на погоду в стране, оно оказывает преимущественное влияние только на его побережье.
Среднее количество осадков в Болгарии — около 730 мм в год. В южной Добрудже на северо-востоке, побережье Чёрного моря, и части Верхнефракийской низменности обычно выпадает менее 500 мм осадков и там часто бывают засухи особенно в конце августа начале сентября. На остальную территорию Верхнефракийской низменности и Дунайской возвышенности их выпадает немногим меньше чем в среднем по стране; Верхнефракийская низменность часто переживает летнюю засуху. В более высоких территориях, в которых проходит больше всего ливней в стране, среднее количество осадков может составить более 2540 мм, в горах выпадает огромное количество снега и иногда бывают морозы до −30 °C. Снежный покров с конца сентября по начало июня.

## История

### Преемственность болгарской государственности

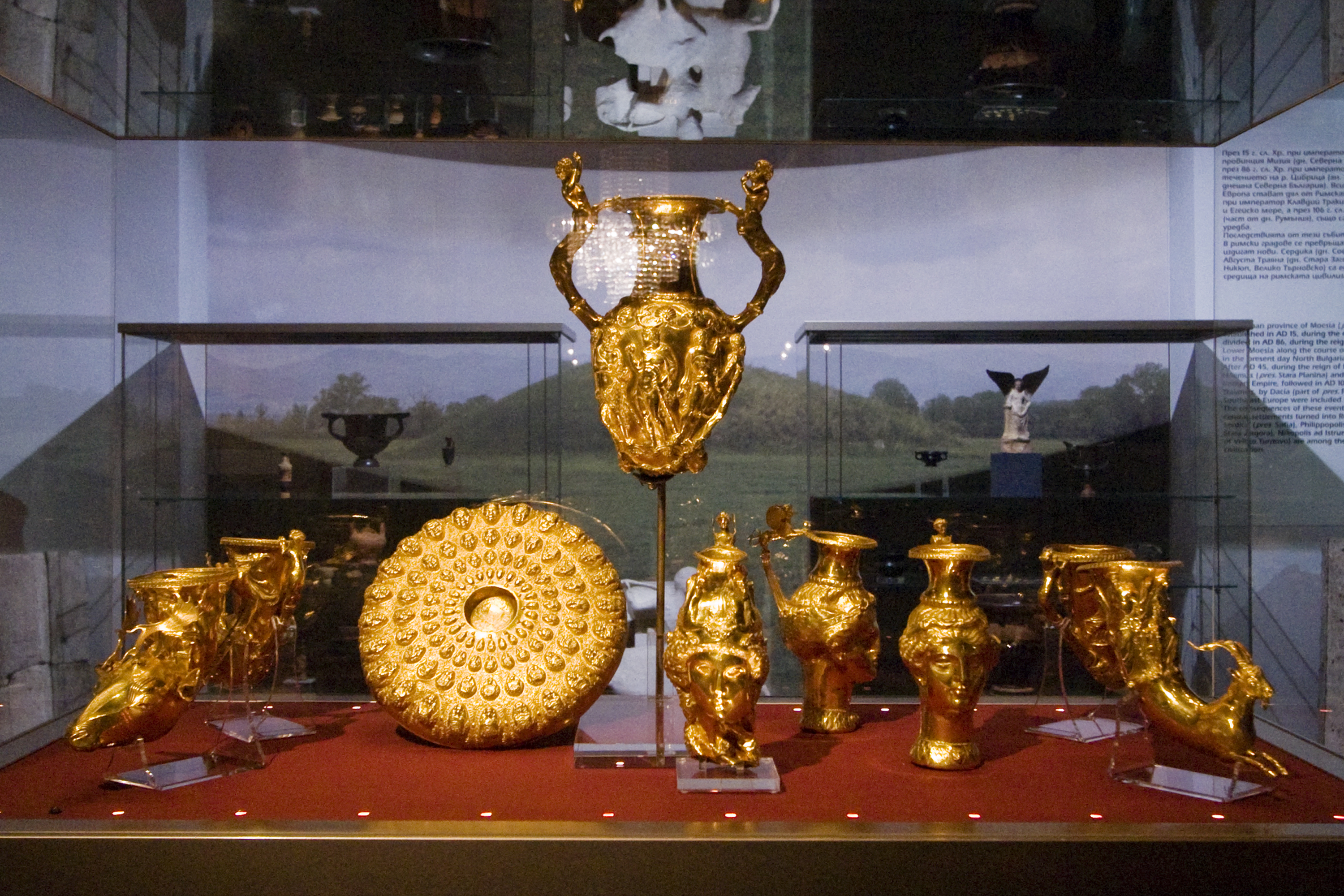
Панагюриштский клад

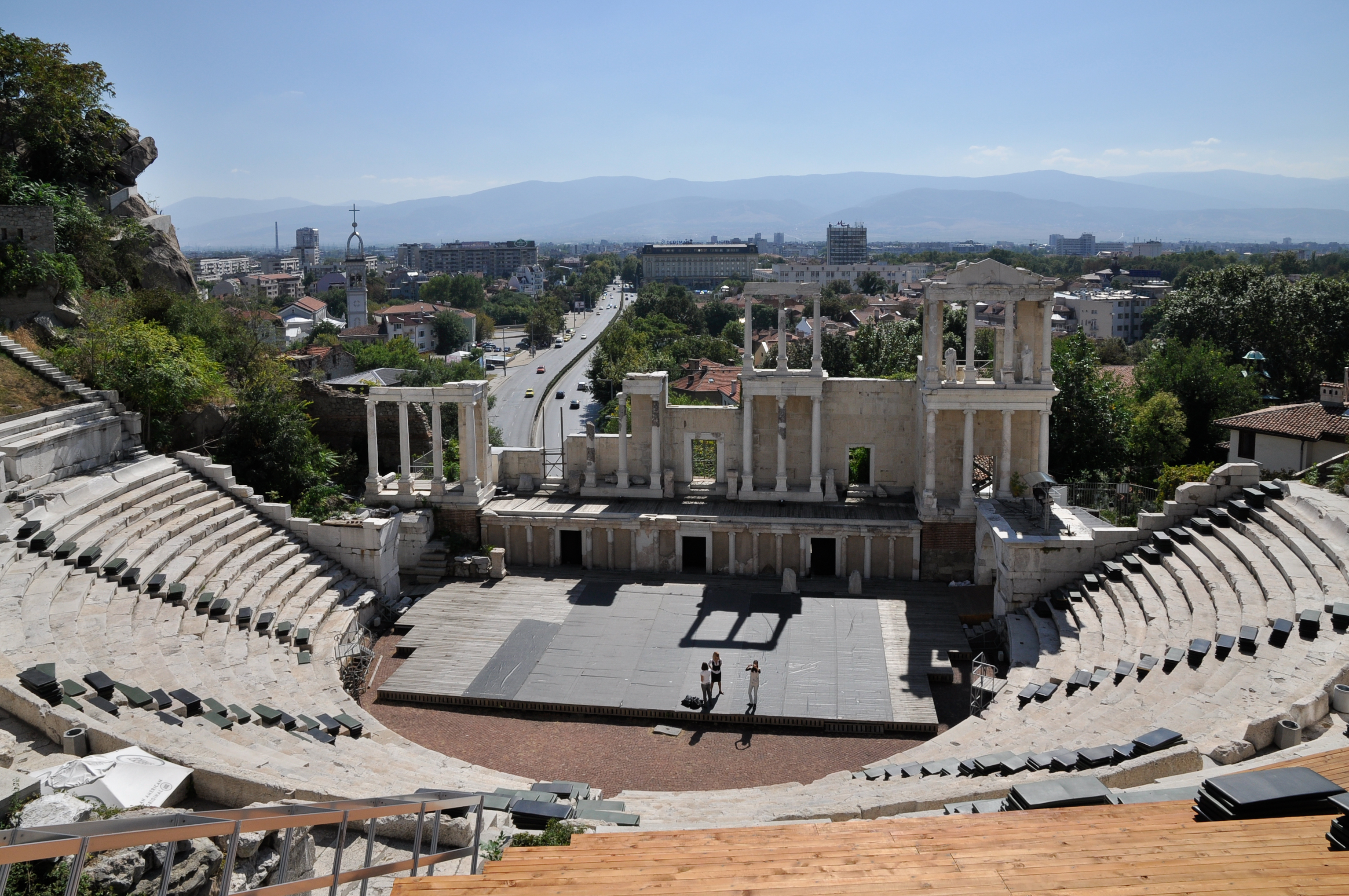
Римский театр, Пловдив

Республика Болгария является исторической преемницей предшествующих форм непрерывной болгарской государственности, однако тюркоязычные протоболгары были единым этносом и ранее. Первые упоминания о болгарах восходят к 354 году.
- Первое Болгарское царство (681—1018 годы).
  - Столица: Плиска (681—893 годы), Преслав (893—968/972 годы), Скопье (972—992 годы), Охрид (992—1018 годы).
- Византийская Болгария (1018—1185 годы).
- Второе Болгарское царство (1185—1396 годы).
  - Столица: Тырново (1185—1393 годы), Видин и Никопол (1393—1396 годы).
- Видинское царство (1396—1422 годы).
  - Столица: Видин.
- Османская Болгария (1396—1878 годы).
- Княжество Болгария (1878—1908 годы).
  - Столица: София.
- Третье Болгарское царство (1908—1946 годы).
  - Столица: София.
- Народная Республика Болгария (1946—1990 годы).
  - Столица: София.
- Республика Болгария (c 1990 года).
  - Столица: София.

### Древнейшая история

Фракийские земли в составе Римской империи

Древнейшим постоянно населённым городом Европы является болгарский 6-тысячелетний город Пловдив. Самым древним населением современной территории Болгарии, о котором имеются достоверные сведения, были фракийцы, индоевропейские племена, жившие здесь как минимум с 1-го тысячелетия до н. э. К I веку до н. э. фракийские земли вошли в состав Римской империи и были поделены между провинциями Фракия и Мёзия.
Несколько веков ранее на побережье возникли греческие колонии, от которых фракийцы в результате переняли древнегреческий язык. После раздела Римской империи в 395 году на Западную и Восточную обе провинции перешли в Восточную Римскую империю.
C VII века, в результате Великого переселения народов, на Балканском полуострове начали селиться южные славяне, постепенно ассимилировавшие остатки фракийцев.
Первым государством болгар, о котором сохранились точные исторические сведения, была Великая Булгария, государство, объединявшее племена протоболгар и другие племена в причерноморских и азовских степях в течение нескольких десятилетий. Столица государства — Фанагория, а его основателем и правителем был хан Кубрат.

### Первое Болгарское царство

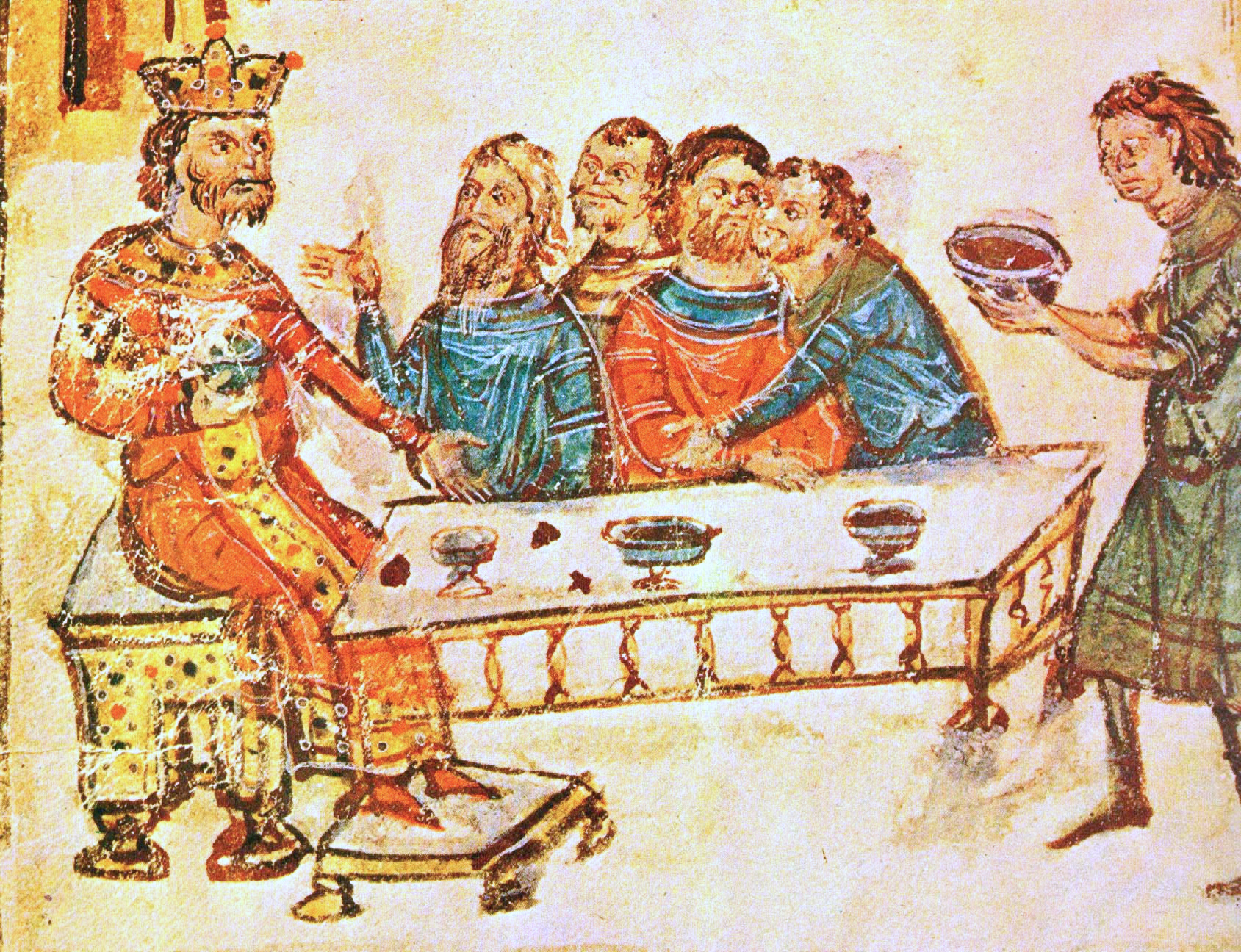
Хан Крум сделал себе чашу из черепа византийского императора Никифора I.

После смерти хана Кубрата государство распалось и некоторые племена откочевали в разные направления: хан Батбаян перекрывал уход своих братьев; хан Котраг на устье Камы и Волги (Итиль) основал Волжскую Булгарию (66?—1237); хан Аспарух ушёл в Малую Скифию (устье Дуная), и отсюда направился на Балканы, основав Булгарское ханство. Существует легенда, что перед смертью хан Кубрат завещал своим сыновьям быть едиными, как пучок стрел, однако хазары сумели включить Великую Болгарию в Хазарский каганат. Болгары совершали множество набегов на Балканах в VI — начале VII веке, так что Балканы им были хорошо знакомы (Марцеллин Комит в 491—498 годах, первый рейд; Заберган в 558 году). На территории Византии севернее Балканских гор славянские племена были многочисленны, но ввиду своей разрозненности не могли противостоять хорошо организованным византийским войскам. У славян не было конных войск, ополчение состояло только из пехоты, и им был нужен союз с конным народом. А Болгары имели одну из лучших конниц того времени — среди болгар «джигитовка» начиналась в возрасте 3—4 лет от роду. На территории современной северной Болгарии существовал союз Семи славянских племён — от реки Тимок на запад, Балканские горы на юг, Чёрное море на восток и Дунай на север — это были те славянские племена, с которым болгарский хан Аспарух и заключил союз. Союз этот был взаимовыгодным, хотя вплоть до крещения Болгарии в 863 году болгары составляли аристократию и верховенство армии. Официальной точкой отсчёта существования Первого Болгарского ханства является подписание договора болгар с Византией после военного поражения последней (680—681 года) в устье Дуная, по которому Византия обязалась платить болгарам дань. Столицей государства стал город Плиска. В состав государства вошли тюркоязычные протоболгары, славяне и небольшая часть местных фракийцев. Впоследствии эти этносы образовали народ славянских болгар, получивших название по стране и говоривших на языке, от которого произошёл современный болгарский. В начале IX века территория государства существенно расширилась за счёт завоёванного Аварского каганата.

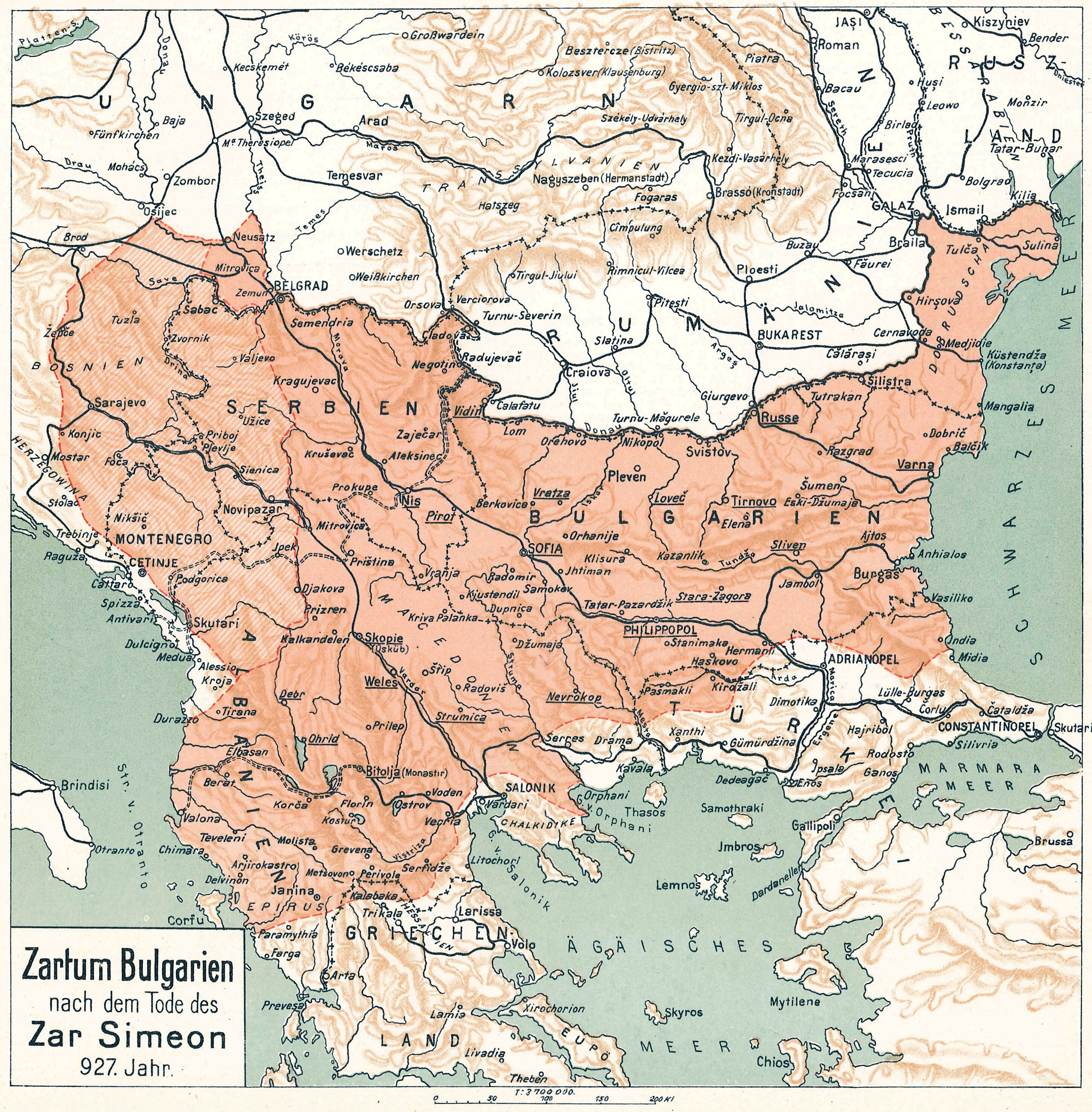
Первое Болгарское царство при Симеоне I

До 865 года правители Болгарии носили неизвестный титул («ханас ювигий» — великий хан, военачальник и жрец; «саракт» — государство). При князе Борисе I страна официально приняла христианство (в то время церковь ещё не была разделена на западную и восточную ветви) и правители стали носить титул князя, а затем царя.

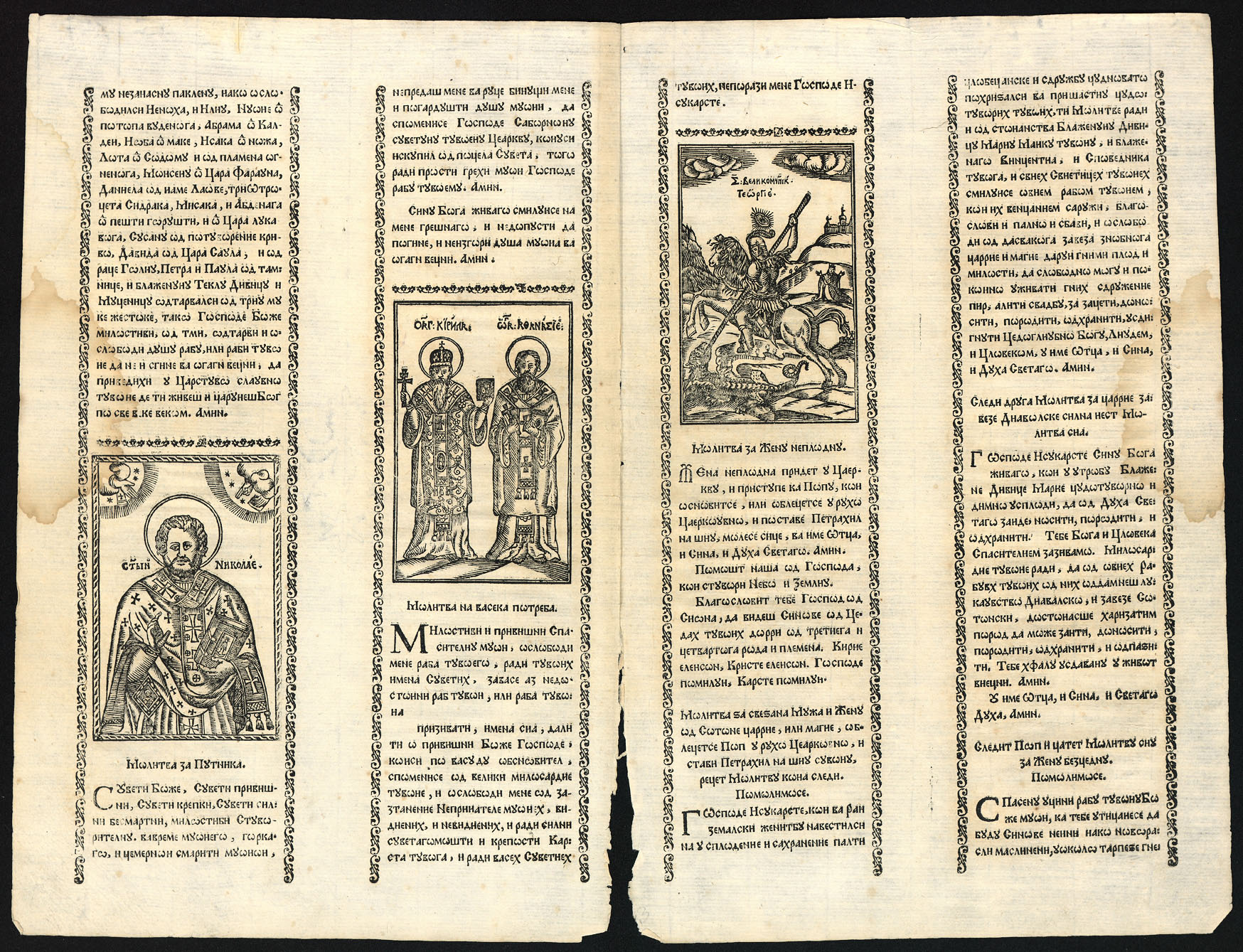
«Абагар» (1651 г.)

При царе Симеоне государство достигло своего геополитического апогея и включало территории современных Болгарии, Румынии, Северной Македонии, Сербии, восточную часть современной Венгрии, а также южной Албании, часть континентальной Греции, юго-западную часть Украины и почти всю территорию европейской Турции. Столицей стал Преслав, в противовес бывшей языческой столице. Во времена Бориса и Симеона болгарское государство также пережило небывалый культурный расцвет, начавшийся с изменения существовавшей тогда письменности буквицы Кириллом и Мефодием для перевода христианских книг, из-за непонимания некоторых славянских букв, которые были упразднены, и введения нескольких греческих, названной впоследствии кириллицей, был создан огромный корпус средневековой болгарской литературы. Болгарская литература — древнейшая из славянских, возникла ещё в 886 году, с возникновением Преславской книжной школы. А староболгарский язык, известный ещё и как церковнославянский, оказал мощное влияние на христианизацию многих славянских стран (особенно Киевской Руси) и развитие славянской культуры.
Очень часто Болгарское царство вынуждено было воевать с Византией. После удачных войн и завоеваний амбиции образованного Симеона возросли настолько, что он считал, что должен стать императором Византии, покорив её, а также добивался международного признания статуса империи (царства) для своего государства и независимой церкви. Его мечты осуществились частично при правлении его сына, однако Симеон ошибся, назначив своим наследником своего второго сына — Петра I, считавшего, что его призвание — быть монахом, а не царём. В конце правления Петра империя болгар стала крушиться под ударами Византии и венгров, а финальным ударом стал поход киевского князя Святослава, который при помощи не очень большого войска на время захватил столицу и часть территории. Будущий царь и полководец Самуил успел вернуть большую часть территории империи, однако были утеряны столица и фракийские территории, составлявшие «сердце страны», а также северо-западные территории, доставшиеся Венгрии.
В 1018 году после смерти Самуила Болгария была завоёвана Византией и прекратила своё существование почти на два века. С 1018 по 1187 год территория Болгарии являлась провинцией Византии, хотя была подтверждена автономия Болгарской церкви (Охридского архиепископа). Страна пережила за это время два неудачных восстания, Петра II Деляна и Константина Бодина. В XI веке Болгарии в составе Византии последовательно угрожали норманны, печенеги и венгры. В 1185—1187 годах восстание под предводительством братьев Ивана Асеня I и Петра IV привело к освобождению страны от византийского правления и установлению Второго Болгарского царства.

### Литература

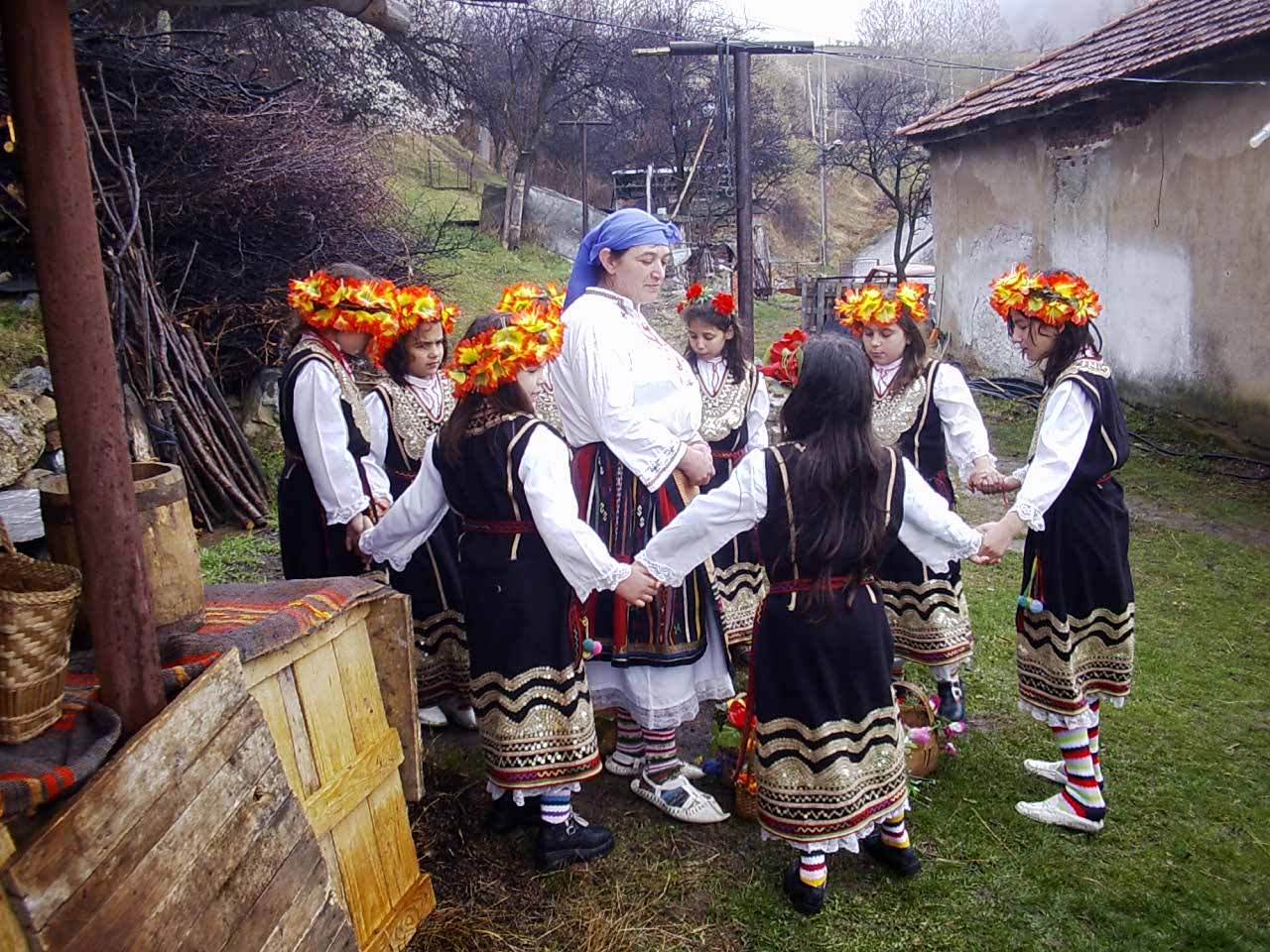
Лазарование в Болгарии

Кукер — обряд ряженья на Масленицу или Святки у болгар.

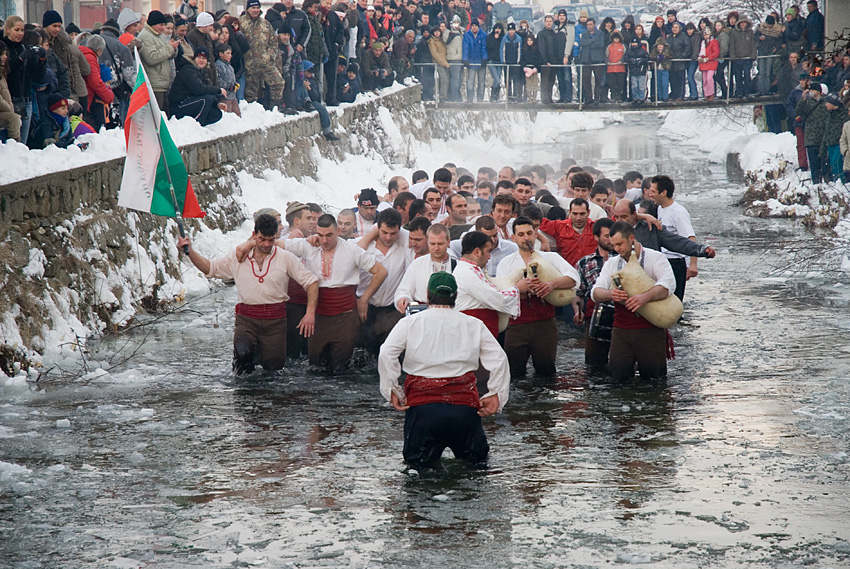
Йордановден в Болгарии

### Второе Болгарское царство
Болгары рода Асень, жившие в Тырново, в 1185 году отправили посольство к византийскому императору Исааку Анелу с просьбой подтвердить их владения. Высокомерный отказ и избиение посольства стали сигналом к восстанию. За короткое время восстание охватило территорию от Балканских гор до Дуная. С этих пор начался и союз болгар с половцами, известными в Болгарии как куманы — половцы неоднократно воевали рядом с болгарами против византийцев.

Второе Болгарское царство при Иване Асени II

Второе Болгарское царство существовало с 1187 по 1396 год, новой столицей стал город Тырново. В 1197 году Асень I был убит мятежным боярином Иванко, который перешёл на сторону Византии. Пётр, средний из братьев, тоже пал от руки убийц. В южной Болгарии существовали два независимых государства — во главе с воеводой Добромиром Хризом в нынешнем городе Мелнике, и деспотом Славом в Родопах, его крепость Цепина ныне не существует. Новый царь Калоян, занявший престол в 1197 году, жёстко подавил оппозицию и начал быстрое расширение Болгарии. Последний оплот Византии в северной Болгарии, Одессос (ныне г. Варна), был взят штурмом 24 марта 1201 года, в пасхальное воскресенье. Весь византийский гарнизон был перебит, и похоронен во рвах крепости. Калоян, который во время царствования своего брата Асеня I был заложником в Константинополе, получил хорошее греческое образование. Тем не менее, он получил прозвище «Ромеоубийца». По словам византийского летописца Георгия Акрополита «Он мстил ромеям за то зло, которое учинил болгарам император Василий I, и сам называл себя Ромеоубийцем… И вправду, никто другой не учинил ромеям так много горя!» Воспользовавшись разгромом Византии крестоносцами, он нанёс несколько крупных поражений Латинской империи, разгромив войска IV Крестового похода, и распространил своё влияние на большую часть Балканского полуострова. После взятия Константинополя войсками четвёртого крестового похода, Калоян начал переписку с папой Иннокентием, и получил от него титул «император». В 1205 году, вскоре после разгрома крестоносцев, болгарские войска подавили византийское восстание в городе Пловдив — предводитель восстания Алексей Аспиета был повешен головой вниз.
После смерти Калояна Болгария потеряла существенную часть территории, но затем достигла наивысшего могущества при царе Иване Асене II (1218—1241), который контролировал практически весь Балканский полуостров. В 1235 году был восстановлен болгарский патриархат, но всё своё правление Иван Асень II поддерживал отношения с католическими странами. В последний год своего правления победил пришедших из Венгрии монголов.

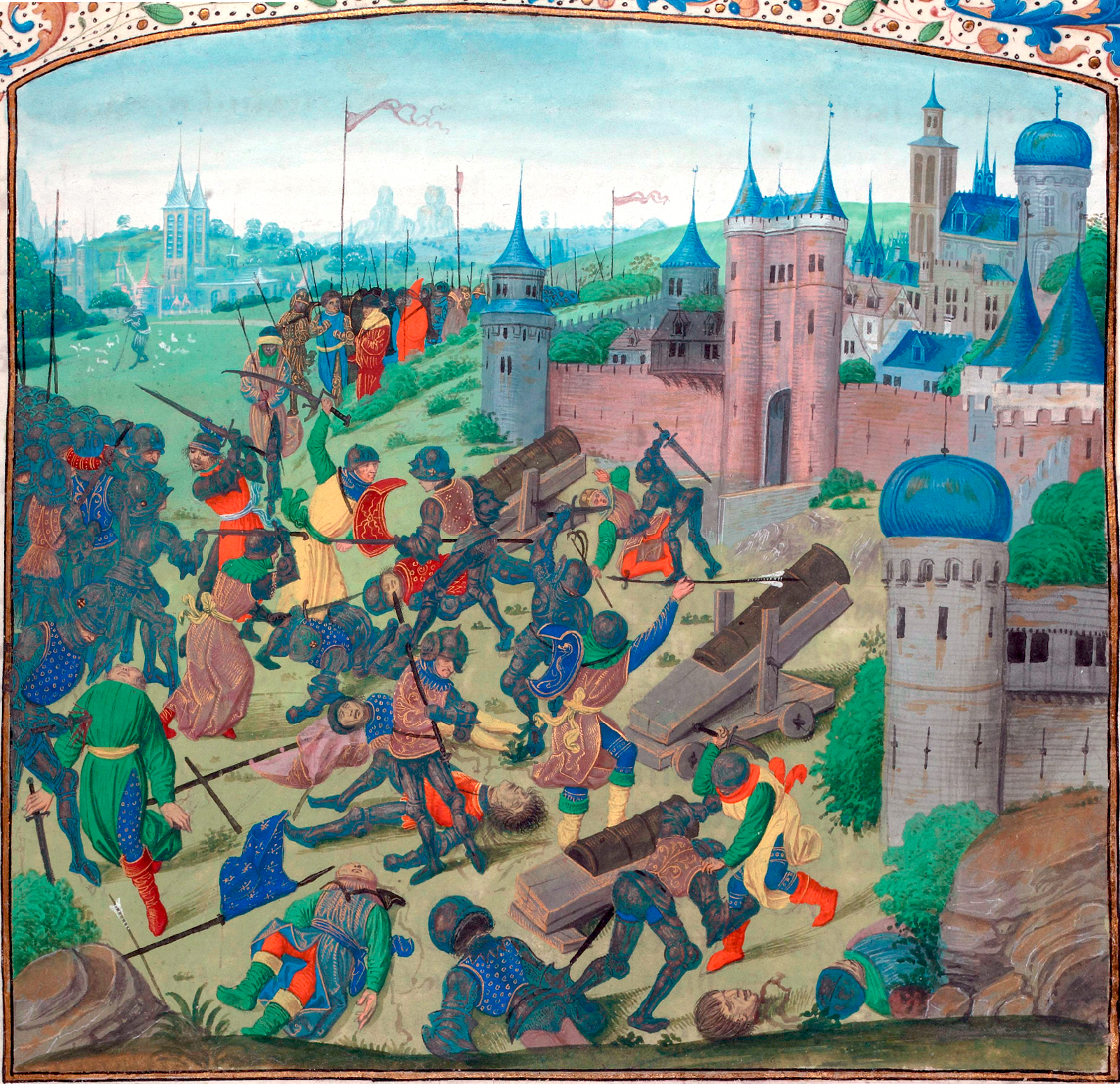
Битва при Никополе, 1396

После смерти Ивана Асеня II государство стало ослабевать. Монголы всё-таки разорили его в 1242 году, и Болгария вынуждена была платить им дань. В XIII веке Болгария снова потеряла большую часть своих территорий, перешедших к Венгрии и наследникам Византии, а также утратила контроль над Валахией. Династия Асеней прервалась в 1280 году. Царь Феодор Святослав из следующей династии, Тертеров, в 1300 году подписал соглашение с татарами, по которому получил Бессарабию и перестал платить дань. В 1322 году он же подписал договор с Византией, закончивший долгий период войн.
Дальнейшая история Болгарии представляет собой постоянные войны с Венгрией и Сербией. Краткий период расцвета приходится на начало правления царя Иоанна-Александра (1331—1371), когда Болгария смогла победить сербов и установить контроль над Родопами и побережьем Чёрного моря. На это время также приходится подъём культуры, получивший название «второго золотого века».
В 1353 году в Европу переправились турки, взявшие в 1362 году Пловдив, в 1382 — Софию, а в 1393, после трёхмесячной осады, — Велико-Тырново. После смерти Иоанна-Александра Болгария распалась на два государства — со столицами в Видине и Велико-Тырново — и не смогла оказать османам никакого сопротивления. Последний город Тырновского царства, Никопол, был взят турками в 1395 году, а Видинское царство — в 1396 году. Второе Болгарское царство прекратило своё существование.
Экономика Второго Болгарского царства была основана на сельском хозяйстве (Дунайская равнина и Фракия) и добыче руды и выплавке железа. В Болгарии была также развита золотодобыча.

### Видинское царство
После падения в 1395 году Тырновского царства и завоевания в 1396 году Видинского царства на престол Видина взошёл Константин II Асень, сын Ивана Срацимира. Он правил то как вассал турецкого султана, то как венгерского короля, а также на время объявлял независимость, но тем не менее его власть распространялась как минимум на часть бывшего Видинского царства. В период с 1396 по 1422 год эти остатки Видинского царства и представляли собой Болгарию. Спора между Тырново и Видином уже не было. Ряд иностранных государств признавал Константина II Асеня именно как правителя Болгарии. В таком виде Болгария продолжала существовать до 1422 года, когда после смерти Константина II Асеня Видинское царство перестало упоминаться в источниках (по-видимому, оно было окончательно ликвидировано турками).

### Османское господство
В конце XIV века Болгария была завоёвана Османской империей. Сначала она находилась в вассальной зависимости, а в 1396 году султан Баязид I аннексировал её после победы над крестоносцами в битве при Никополе. Результатом пятисотлетнего турецкого правления было полное разорение страны, уничтожение городов, в частности, крепостей, и уменьшение населения. Уже в XV веке все болгарские органы власти уровнем выше коммунального (сёл и городов) были распущены. Болгарская православная церковь потеряла автокефалию и была подчинена константинопольскому патриарху. 1396—1878 года в болгарской истории известны как период турецкого ига.

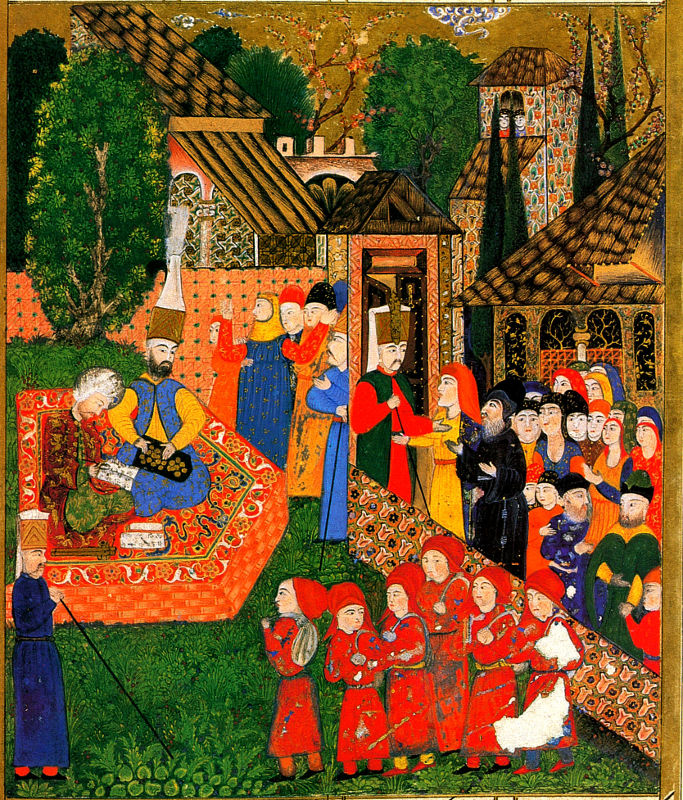
Девширме, кръвен данък — кровная дань, налог кровью

Земля формально принадлежала султану как представителю Аллаха на земле, но реально её получали в пользование сипахи, которые должны были выставлять конницу в военное время по приказу султана. Количество войска было пропорционально размеру земельного владения. Для болгарских крестьян эта система феодального землевладения сначала была легче, чем старая феодальная болгарская, но турецкая власть была глубоко враждебна ко всем христианам. Несмотря на то, что те крестьяне, которые жили на земле, принадлежавшей исламским религиозным учреждениям — вакиф — обладали некоторыми привилегиями, все болгары были в бесправном статусе так называемого «райя». В буквальном переводе это слово означает то же, что у христианского клира слово «паства» (как установили историки, в райю входили и некоторые мусульмане, особенно крестьяне, ремесленники и прочие малоимущие и уязвимые слои средневекового населения империи). Свобода болгар, проживавших в Османской империи, была ограничена, так как турки относили их к «гражданам второго сорта». Права коренного болгарского населения на захваченных землях считались не равными правам турок, в том числе и по причине вероисповедания. Показания христиан против турок не принимались судом. Болгары не могли носить оружие, ездить на лошадях, их дома не могли быть выше домов мусульман (в том числе не турок), а также имели множество других правовых ограничений. Большинство болгар остались православными, обратившиеся насильственно в ислам болгары — так называемые помаки, в основном в Родопах, сохранили болгарский язык и многие традиции.
Болгары сопротивлялись Османской империи и поднимали против неё многочисленные восстания, наиболее известные из которых восстание Константина и Фружина (1408—1413), Первое Тырновское восстание (1598), Второе Тырновское восстание (1686), восстание Карпоша (1689). Все они были подавлены.
В XVII веке султанская власть, а вместе с ней и установленные османами институты, в том числе землевладения, начали ослабевать, а в XVIII веке вошли в кризис. Это привело к усилению местных властей, иногда устанавливавших очень жёсткие законы на принадлежавших им землях. В конце XVIII и начале XIX веков Болгария фактически впала в анархию. Этот период известен в истории страны как курджалийство по бандам курджали, терроризировавшим страну. Многие крестьяне бежали из сельской местности в города, некоторые эмигрировали, в том числе на юг Российской Империи.

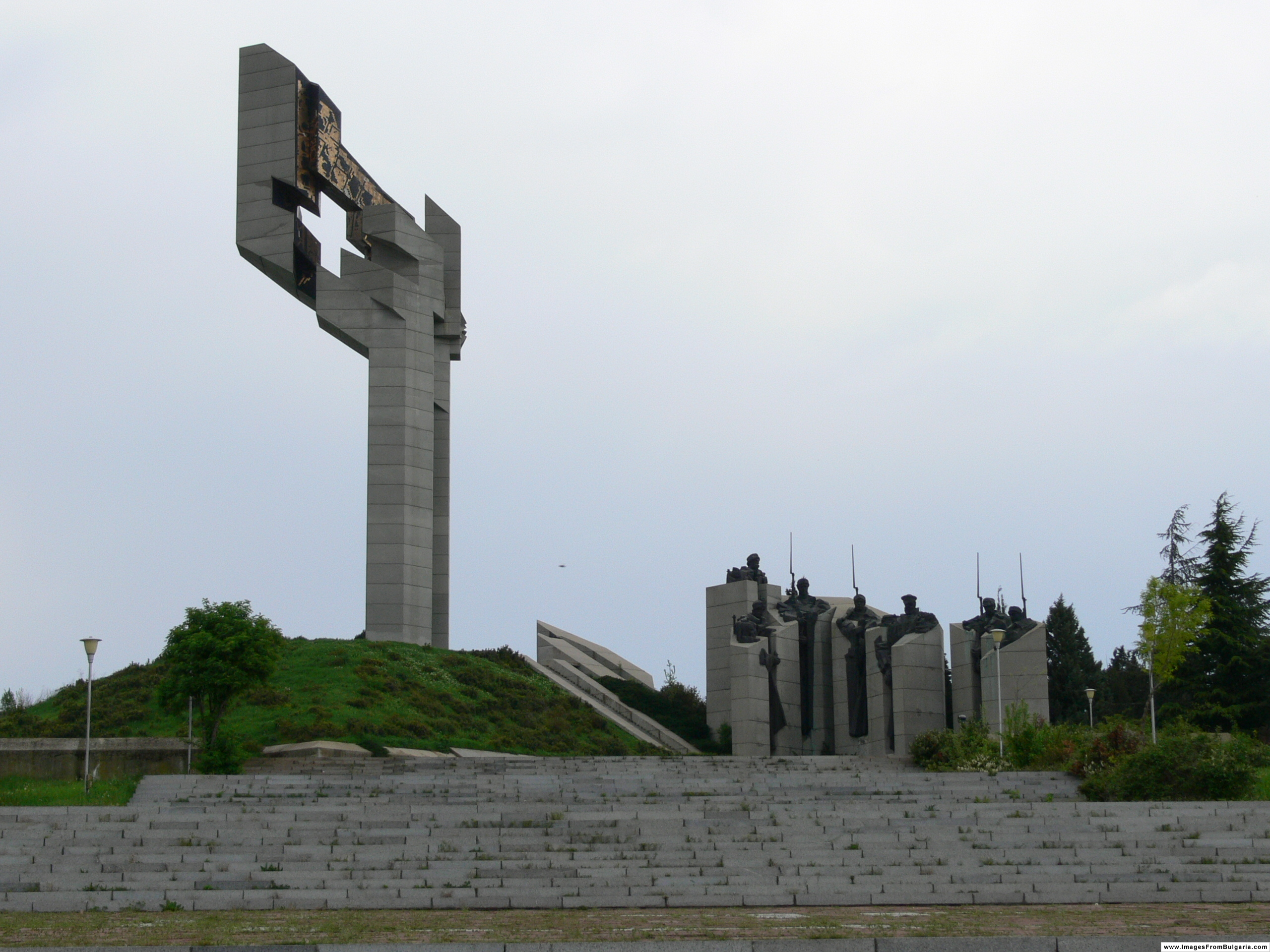
Памятник защитникам Стара-Загоры

Одновременно XVIII век был ознаменован началом Болгарского возрождения, связанного в первую очередь с именами Паисия Хилендарского, написавшего болгарскую историю в 1762 году, и Софрония Врачанского и с национально-освободительной революцией. Этот период продолжался до получения Болгарией независимости в 1878 году.
Болгары были признаны отдельной национально-конфессиональной группой в Османской империи (до этого они административно рассматривались как члены миллет-и-рум, объединявшего всех православных подданных султана под началом Вселенского патриарха) вследствие султанского фирмана при визире Аали-паше, провозглашённого 28 февраля 1870 года, который учреждал автономный Болгарский экзархат.

#### Княжество Болгария

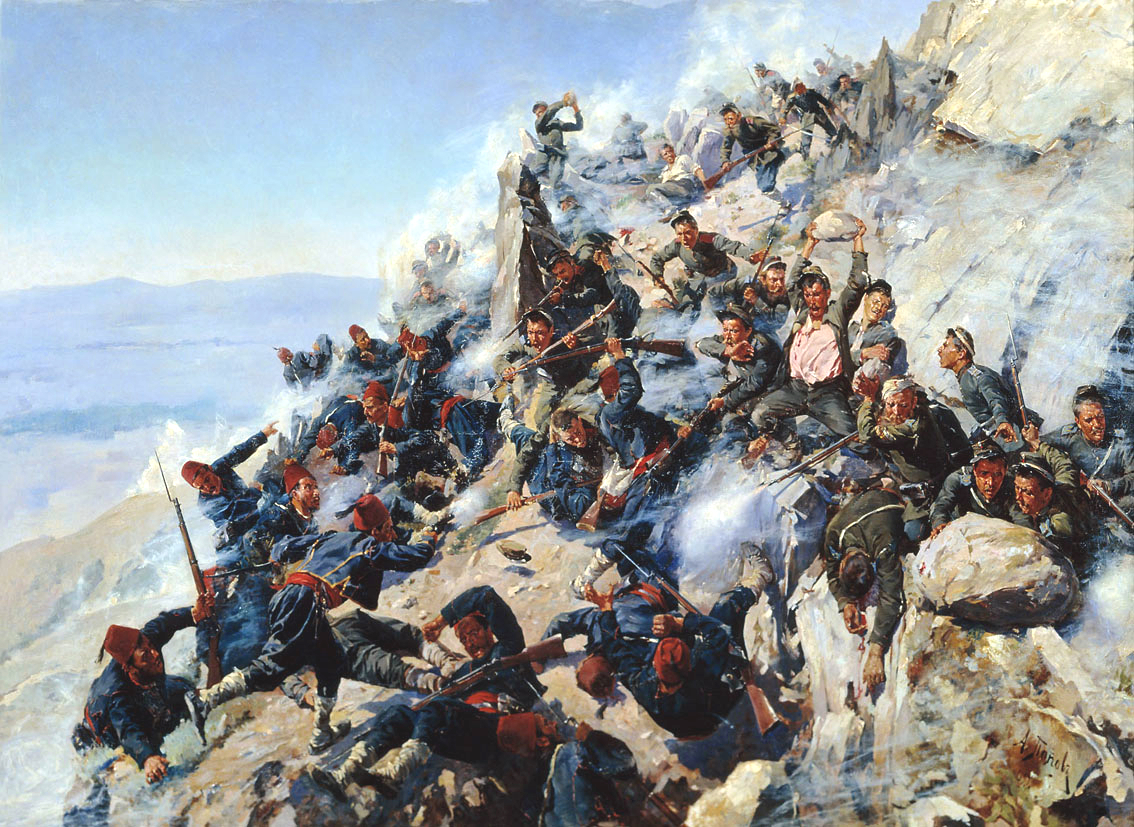
Русско-турецкая война: Болгарские ополченцы под командованием М. П. Толстого на Шипке, 1877

Часть Болгарии получила права административной автономии в составе Османской империи после поражения Турции в войне с Российской Империей 1877—1878 годов (См. статьи Сан-Стефанский мир и Берлинский конгресс). У истоков современной болгарской государственности стояла русская администрация, управлявшая Болгарией. Границы нового государства были определены Берлинским конгрессом 1878 года, сильно урезавшим освобождённую Болгарию в пользу Османской империи и других соседних государств. В 1879 году в средневековой болгарской столице Тырнове была принята Учредительным собранием достаточно либеральная конституция, установившая в молодом государстве конституционную монархию с новой столицей — городом София.
Государство стало княжеством во главе с князем Александром Баттенбергом (prinz Alexander Joseph von Battenberg). После абдикации князя Александра Баттенберга в 1886 году и периода регентства в 1887 году на престол вступил Фердинанд I (князь с 7 июля 1887 года до 22 сентября 1908 года, когда объявлена независимость княжества Болгарии от Османской империи — царь с 22 сентября 1908 года до 3 октября 1918 года). Аннексия 6 сентября 1885 года Княжеством Болгария автономной в составе Османской империи области Восточная Румелия стала причиной начала 14 ноября Сербско-болгарской войны 1885 года, завершившейся победой Княжества Болгария. Бухарестский мирный договор 19 февраля 1886 года констатировал международное признание акта воссоединения Княжества с Восточной Румелией.

### Третье Болгарское царство
Во время очередного ослабления Османской империи и аннексии Австро-Венгрией Боснии и Герцеговины болгарский князь Фердинанд I, воспользовавшись моментом и по предварительному тайному соглашению с Веной, провозгласил 22 сентября 1908 года независимость княжества и преобразование его в царство. Принятие титула царя выражало фактический статус полной юридической независимости и полного суверенитета над Восточной Румелией. Необходимые поправки в конституцию были внесены V Великим Народным собранием в 1911 году.

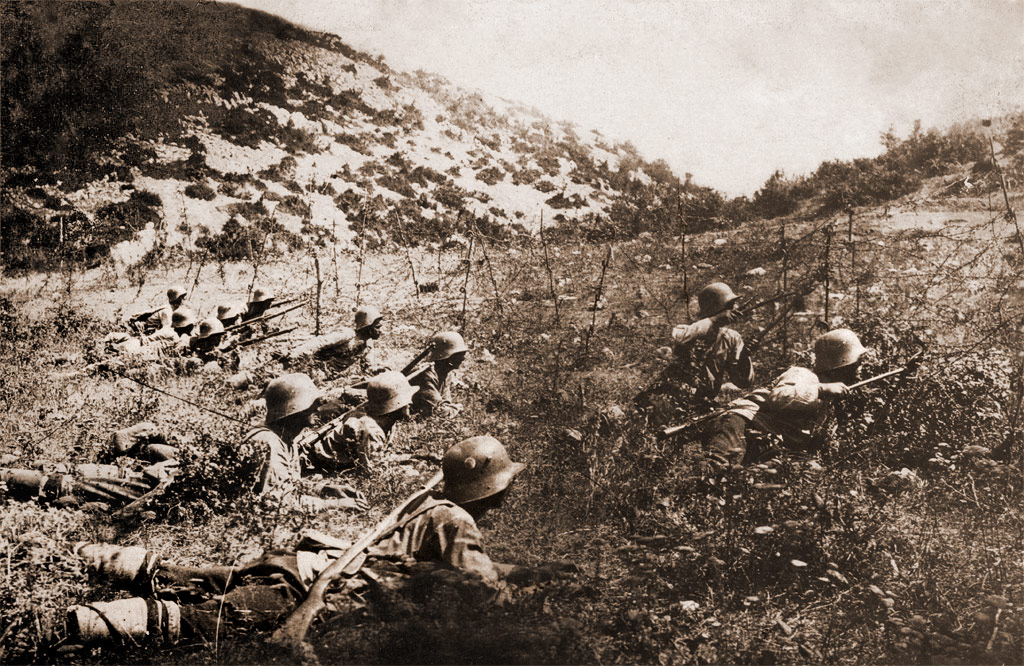
Болгарские солдаты наступают на южном фронте, 1917

В 1912—1913 участвовала в Балканских войнах, в результате которых получила за счёт Османской империи территориальные приобретения в Македонии и Фракии и выход к Эгейскому морю.

#### Во время Первой мировой войны
В начале войны Болгария провозгласила нейтралитет, однако вскоре болгарское правительство приняло решение выступить на стороне держав Центрального блока. Болгария вступила в Первую мировую войну 14 октября 1915 года, объявив войну Королевству Сербии. Болгарские войска участвовали в операциях против Сербии и Румынии, воевали на Салоникском фронте. За время войны болгарские войска заняли значительную часть территории Сербии, Румынии и Греции. В сентябре 1918 года союзным войскам удалось прорвать фронт болгарской армии, и 29 сентября 1918 года Болгария была вынуждена подписать перемирие со странами Антанты. В 1919 году был заключён Нёйиский договор, по которому Болгария, как проигравшая в войне сторона, лишилась значительной части своей территории и выхода к Эгейскому морю.
2 октября 1918 г. на престол вступил царь Борис III после отречения своего отца царя Фердинанда. После 1920 года Болгария стала одним из крупнейших центров русской белой эмиграции. Вплоть до 1944 года в Болгарии действовал 3-й Отдел Русского общевоинского союза. В периодах между войнами царь Борис III успешно отражал атаки разных правительств, которые пытались отобрать власть у монарха и сделать монархию чисто формальной.

#### Во время Второй мировой войны
К началу Второй мировой войны царь Борис III стремился обеспечить нейтралитет Болгарии. Правительство Богдана Филова (1940—1943) отказалось принять предложение СССР о заключении советско-болгарского договора о дружбе и взаимной помощи.

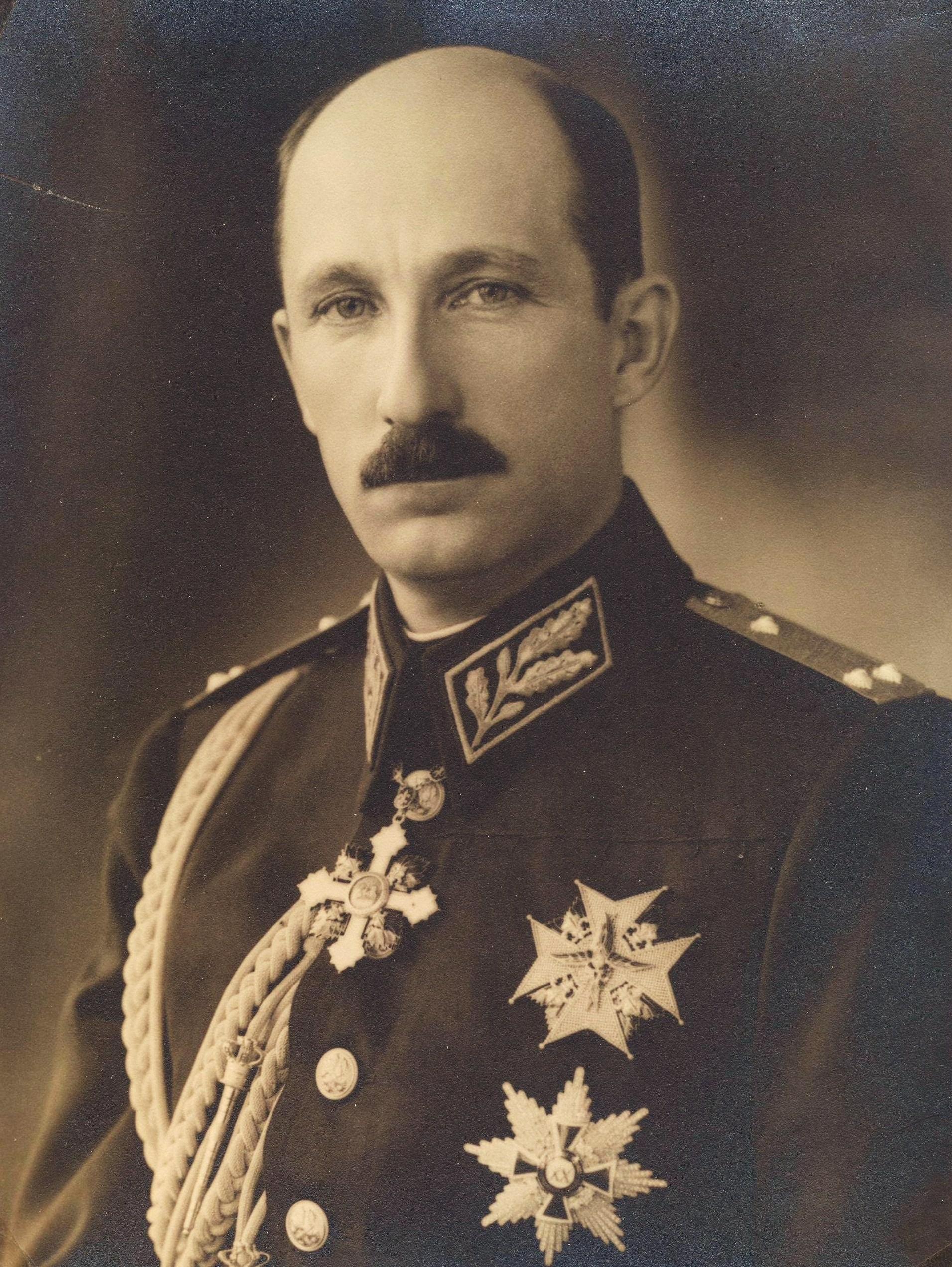
Борис III

В августе 1940 года Болгария предъявила территориальные претензии Румынии, потребовав возврата южной части нагорья Добруджа, потерянной в результате поражения во Второй Балканской войне в 1913 году. 7 сентября 1940 года было подписано Крайовское соглашение, в соответствии с которым Болгария получила обратно требуемые территории.
В январе 1941 года на территорию Болгарии вступили первые подразделения немецких войск (немецкие охранные команды в униформе военнослужащих болгарской армии). 2 февраля 1941 года Болгария и Германия подписали протокол о размещении немецких войск на территории Болгарии.
1 марта 1941 года в Вене было подписано соглашение о присоединении Болгарии к Берлинскому пакту.
6 апреля 1941 года началось немецкое вторжение в Югославию и Грецию. Болгария предоставила свою территорию для размещения немецких войск и авиации, однако болгарские вооружённые силы не принимали участия в боевых действиях. 19—20 апреля 1941 года, в соответствии с соглашением между Германией, Италией и правительством Болгарии, части болгарской армии без объявления войны пересекли границы с Югославией и Грецией и оккупировали территории в Македонии и Северной Греции. Хотя Болгария и не вступила в полноценную войну против СССР, руководством страны проводилась специфическая политика «умиротворения» Германии. Так, в 1941 и 1942 болгарский генштаб направил несколько военных миссий из высокопоставленных офицеров генштаба, посетивших оккупированные земли СССР. Наиболее важная поездка состоялась в ноябре-декабре 1941, когда группа офицеров-генштабистов посетила две немецкие армейские группировки, Центр и Юг. Делегацию возглавлял начальник генштаба болгарской армии генерал-лейтенант Константин Лудвиг Лукаш, ведший дневник во время поездки; последняя завершилась встречей с Гитлером. По результатам поездки руководству страны был дан подробнейший отчёт, который, однако, не завершился вступлением Болгарии в полноценную войну против СССР.
13 декабря 1941 Болгария объявила войну Великобритании и США.
В начале 1943 г. нацисты потребовали депортацию 48 тысяч болгарских евреев, но правительство страны не выполнило этого требования из-за протестов общественности и церкви, царь Борис III в 1943 году также осудил требование Германии о депортации. В то же время Болгария выдала нацистской Германии 11 343 евреев, которые жили на оккупированных Болгарией территориях, не принадлежавших ей до 1941 года.
В 1943 после поражений немцев под Эль-Аламейном (23 октября — 4 ноября 1942) и Сталинградом (19 ноября 1942 — 2 февраля 1943) царь Борис стал искать контакта с англо-американскими кругами. Это вызвало подозрения у Гитлера. Борис был вызван в ставку Гитлера для объяснений и 28 августа 1943 года, во время возвращения в Софию, скончался.
18 мая 1944 года правительство СССР потребовало от правительства Болгарии прекратить оказание помощи немецкой армии. 12 августа 1944 года правительство СССР повторно потребовало от правительства Болгарии прекратить оказание помощи немецкой армии.
26 августа 1944 года правительство Багрянова объявило о полном нейтралитете Болгарии и потребовало вывода германских войск из страны. В начале сентября 1944 Болгария прервала отношения с Германией (новое правительство Муравиева), готовя объявление войны последней к 7—8 сентября.
5 сентября правительство СССР расценило деятельность правительства Болгарии как продолжение сотрудничества с Германией (по состоянию на 5 сентября 1944 года на территории Болгарии насчитывалось 30 тыс. немецких военнослужащих) и объявило, что находится в состоянии войны с Болгарией.

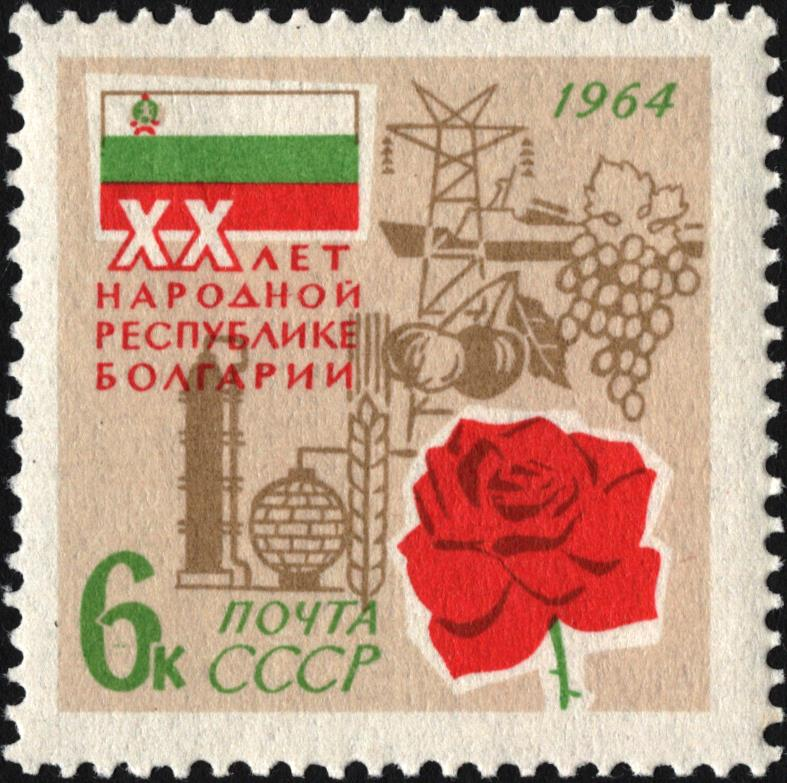
Марка, посвящённая 20-летию социалистической революции в Болгарии 9 сентября 1944 г. Почта СССР, 1964

8 сентября 1944 войска Красной армии вступили на территорию Болгарии, и вечером того же дня коммунистическая оппозиция осуществила переворот против правительства, установив правительство Отечественного фронта. 28 октября 1944 года в Москве представителями СССР, Великобритании и США было подписано соглашение о перемирии с Болгарией. В соответствии с ним части болгарской армии совместно с Красной армией участвовали в операциях по освобождению от германских войск территории Югославии, Венгрии и Австрии. В боях против немецкого блока погибли 33 000 болгарских солдат.

### Народная Республика Болгария
После смерти царя на престол вступил его шестилетний сын Симеон II. Фактически государством стали управлять его регенты. Правление юного царя было недолгим — ему пришлось вместе с семьёй бежать в Египет, а потом в Испанию, так как после референдума 15 сентября 1946 была провозглашена Народная Республика Болгария.
10 февраля 1947 года Болгарией был подписан Парижский мирный договор.
Республика развивалась по социалистическому пути вплоть до конца 1989 года, когда страна вышла из-под влияния СССР.

### Современная Болгария
10 ноября 1989 года в Болгарии начались глубокие экономические и политические реформы. С 15 ноября 1990 года страна называется Республикой Болгарией. 2 апреля 2004 года Болгария вошла в НАТО, а 1 января 2007 года — в Евросоюз.

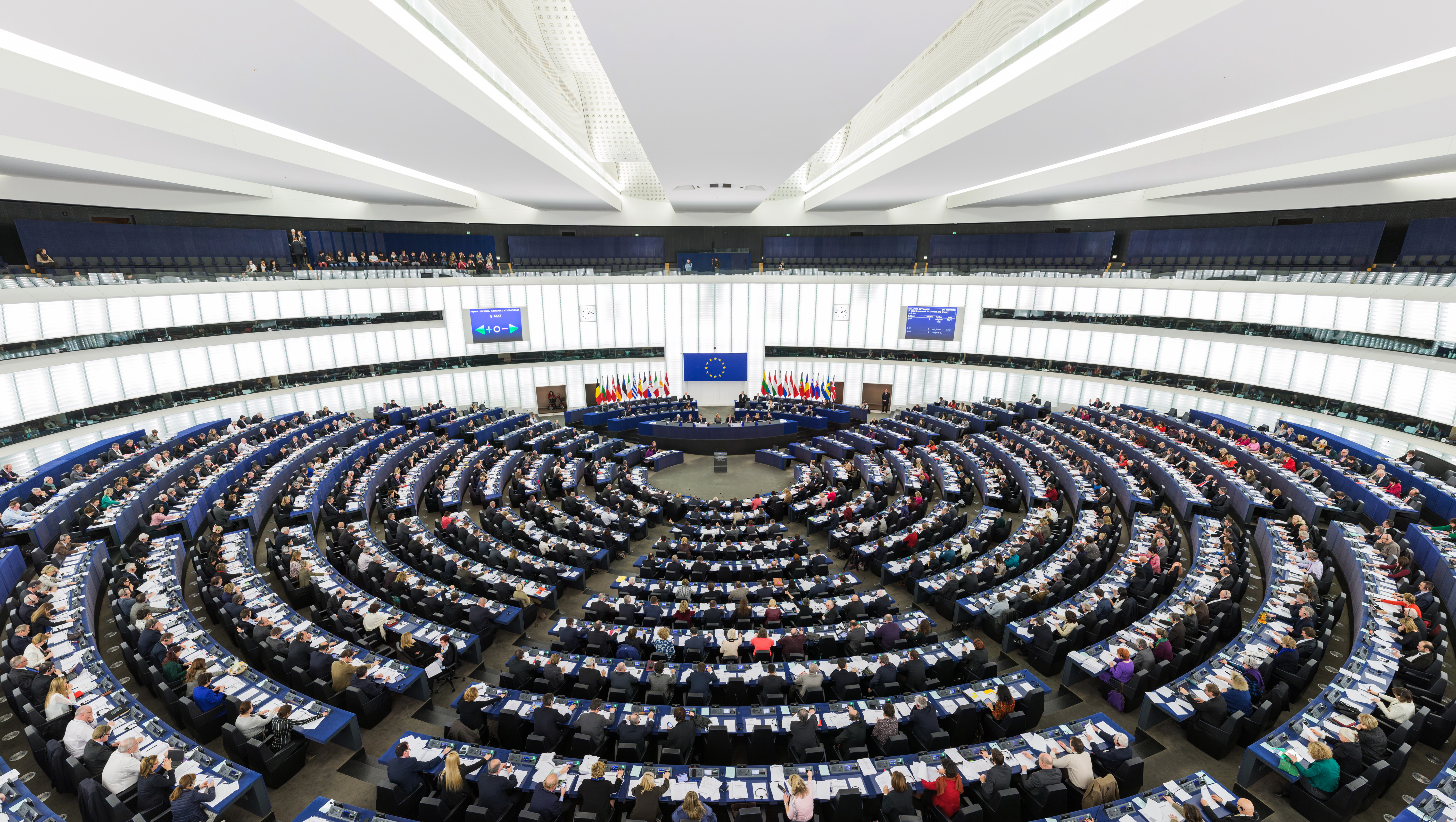
Европейский парламент. Болгария является членом Европейского союза.

Постсоциалистическими президентами Болгарии были Пётр Младенов, Желю Желев, Пётр Стоянов, Георгий Пырванов, Росен Плевнелиев.
В середине 1990-х годов у власти были социалисты. В 2001—2005 году премьер-министром Болгарии был бывший царь Симеон II, возглавлявший собственную партию Национальное движение «Симеон Второй».
На парламентских выборах 25 июня 2005 года победила Коалиция за Болгарию, основу которой составляет Болгарская социалистическая партия (БСП), она набрала 82 депутатских мандата из 240 и получила право сформировать новое правительство. Однако, хотя социалисты стали самой многочисленной фракцией в парламенте, утвердить правительство собственными силами они не смогли, поскольку для этого им требовалась поддержка ещё минимум 40 депутатов. Правительство было составлено при помощи так называемой «широкой коалиции» при участии партии турецкого меньшинства ДПС и Национального движения «Симеон Второй». Правительство возглавлял Сергей Станишев (БСП), оно находилось у власти с августа 2005 года по июль 2009 года.
На следующих парламентских выборах в Болгарии 5 июля 2009 года победу одержала правоцентристская оппозиционная партия ГЕРБ, возглавляемая харизматичным мэром Софии Бойко Борисовым. Его партия нанесла сокрушительное поражение социалистам, получив 117 мест из 240 в парламенте страны. Коалиция за Болгарию (БСП) получила 40 мандатов, ДПС — 38, Атака — 21, Синяя коалиция — 15, Порядок, законность и справедливость — 10. Правительство, сформированное 27 июля 2009 года, возглавил Бойко Борисов. Партия «ГЕРБ», хотя и является достаточно популистской в своей риторике, но, по сути, её идеология — радикальный либерализм, она выступает за европейский выбор для Болгарии и дальнейшее её участие в евро-атлантическом сотрудничестве.
С 15 февраля 2013 года начались массовые протесты в связи с повышением оплаты за электроэнергию, действующий премьер-министр пытался спасти ситуацию, отправив в отставку министра экономики, но 19 февраля 2013 Б. Борисов подал в отставку. 21 февраля парламент Болгарии принял отставку кабинета Бойко Борисова. На последовавших парламентских выборах БСП, ДПС и «Атака» объединились и сформировали коалиционное правительство.
В марте 2022 году в последнем чтении приняли поправки к закону о гражданстве, отменив «золотые паспорта» для инвестирующих не менее 1 млн левов или $568 тыс. в экономику страны. Поправки вступят в силу через полгода.

### Административное деление

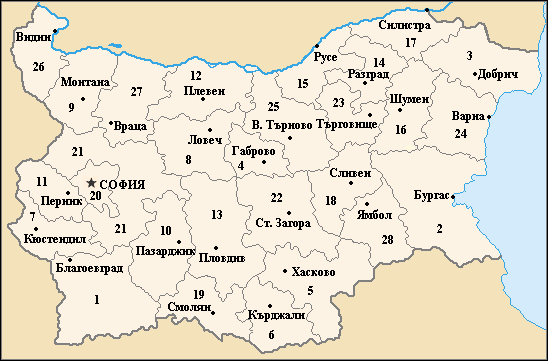
Области Болгарии

В административном отношении Болгария делится на 29 областей, которые подразделяются на 265 общины. Общины руководятся кметами. Центральное государственное управление в областях осуществляется «областными управителями», которых назначает Совет министров. В соответствии с Регламентом Европейского союза № 1059/2003, территория Болгарии разделяется на два региона первого порядка и шесть регионов второго порядка. Они являются не административно-территориальными единицами, а только статистическими зонами страны.
1. Благоевградская область
2. Бургасская область
3. Добричская область
4. Габровская область
5. Хасковская область
6. Кырджалийская область
7. Кюстендилская область
8. Ловечская область
9. Монтанская область
10. Пазарджикская область
11. Перникская область
12. Плевенская область
13. Пловдивская область
14. Разградская область
15. Русенская область
16. Шуменская область
17. Силистренская область
18. Сливенская область
19. Смолянская область
20. София
21. Софийская область
22. Старозагорская область
23. Тырговиштская область
24. Варненская область
25. Великотырновская область
26. Видинская область
27. Врацкая область |
28. Ямболская область
29. Добрич

## Население

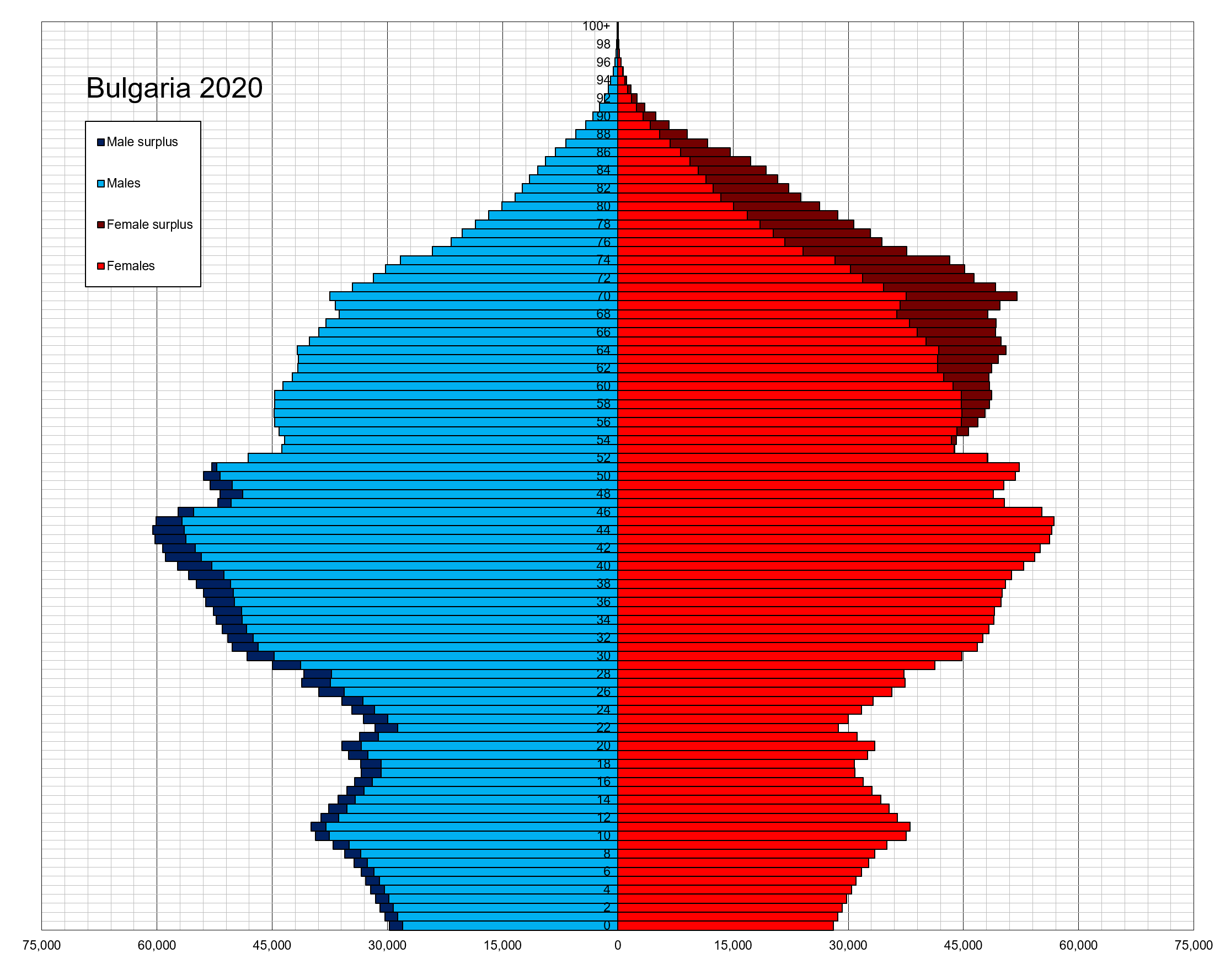
Возрастно-половая пирамида населения Болгарии на 2020 год

По состоянию на 7 сентября 2021 года численность населения страны оценивается в 6 519 789.
Численность населения Болгарии на 31 декабря 2023 года составляет 6 445 481 человек, по данным Национального статистического института, из которых — 51,9 % женщины (3 347 783 человек) и 48,1 % мужчины (3 097 698 человек). По итогам 2023 года в городах проживает 4 738 461 человек, или 73,5 %, в селах — 1 707 020 человек, или 26,5 % населения страны.
За период с 2001 по 2011 год население страны уменьшилось на 564 331 человека, при среднегодовом темпе уменьшения от 0,7 %.
19,6 % из жителей страны имеют высшее образование, 43,4 % — среднее, 23,1 % — основное, 7,8 % — начальное, 4,8 % — незаконченное начальное и 1,2 % никогда не посещали школу.
В 54,1 % домов в городах и в 18,1 % в сёлах есть персональные компьютеры, а в 51,4 % и 16,4 % — доступ в Интернет.

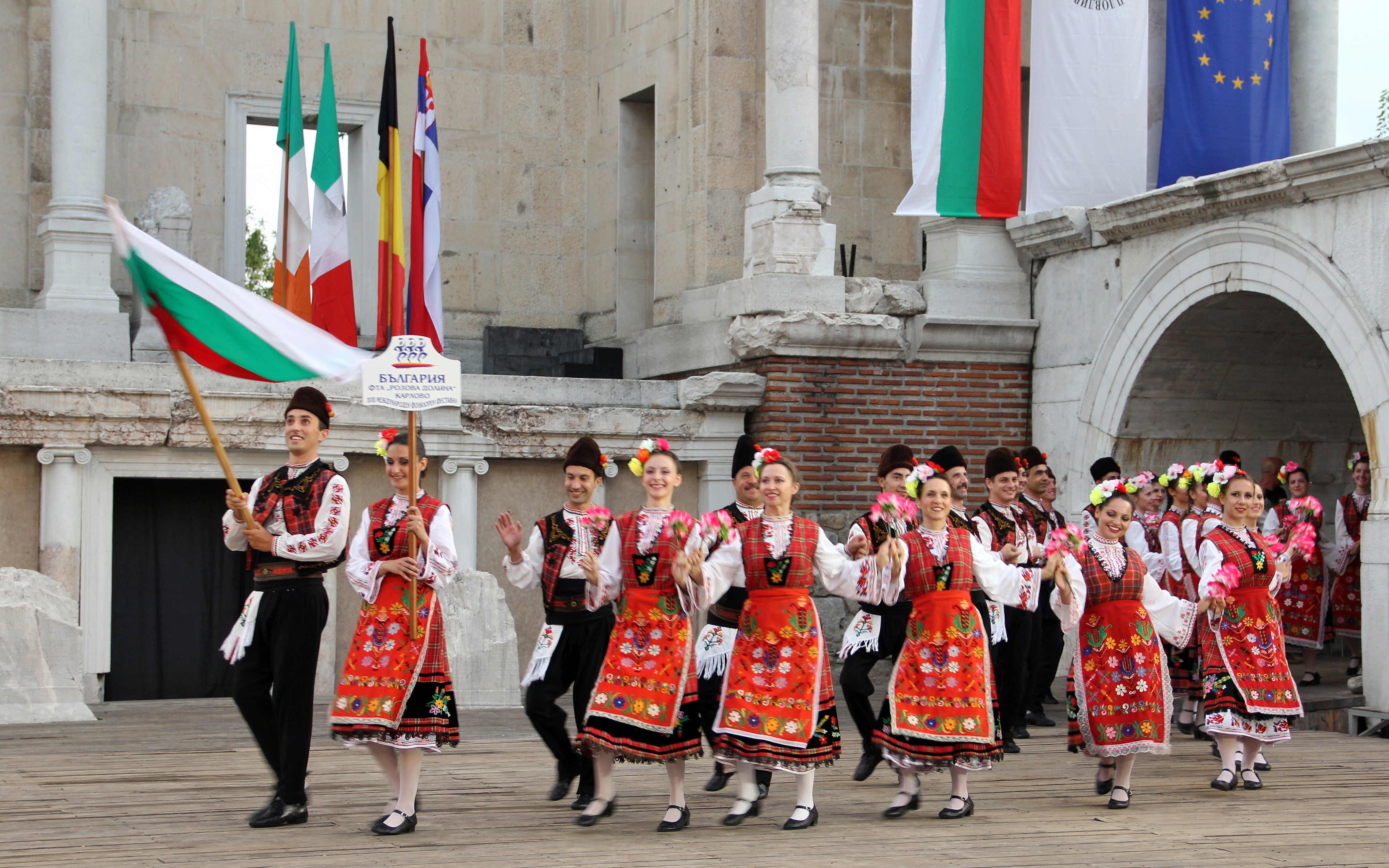
Болгары

| №  | Название     | Область                | Население |
| -- | ------------ | ---------------------- | --------- |
| 1  | София        | Область София-град     | 1 183 454 |
| 2  | Пловдив      | Пловдивская область    | 319 612   |
| 3  | Варна        | Варненская область     | 310 664   |
| 4  | Бургас       | Бургасская область     | 189 741   |
| 5  | Русе         | Русенская область      | 124 787   |
| 6  | Стара-Загора | Старозагорская область | 130 690   |
| 7  | Плевен       | Плевенская область     | 92 101    |
| 8  | Сливен       | Сливенская область     | 80 467    |
| 9  | Добрич       | Добричская область     | 73 895    |
| 10 | Перник       | Перникская область     | 68 259    |

### Этнические группы и их языки
| этническая группа | часть из населения | родной язык | родной язык | родной язык | родной язык | родной язык | родной язык |
| этническая группа | часть из населения | болгарский  | турецкий    | цыганский   | румынский   | русский     | украинский  |
| болгары           | 84,8               | 99,4        | 0,3         | 0,1         | 0,01        | 0,07        | 0,005       |
| турки             | 8,8                | 3,2         | 96,6        | —           | —           | 0,002       | —           |
| цыгане            | 4,9                | 7,5         | 6,7         | 85          | 0,6         | 0,005       | —           |
| русские           | 0,15               | 1,9         | 0,08        | —           | —           | 96,8        | 0,2         |
| украинцы          | 0,03               | 1,9         | —           | —           | —           | 24,3        | 72,5        |

Официальный язык в Болгарии — болгарский. Он является первым и пока единственным языком с письменностью на кириллице, признанным в качестве одного из официальных языков ЕС — с 1 января 2007 года. Официальная газета Европейского союза печатается в том числе и на нём.

### Религия

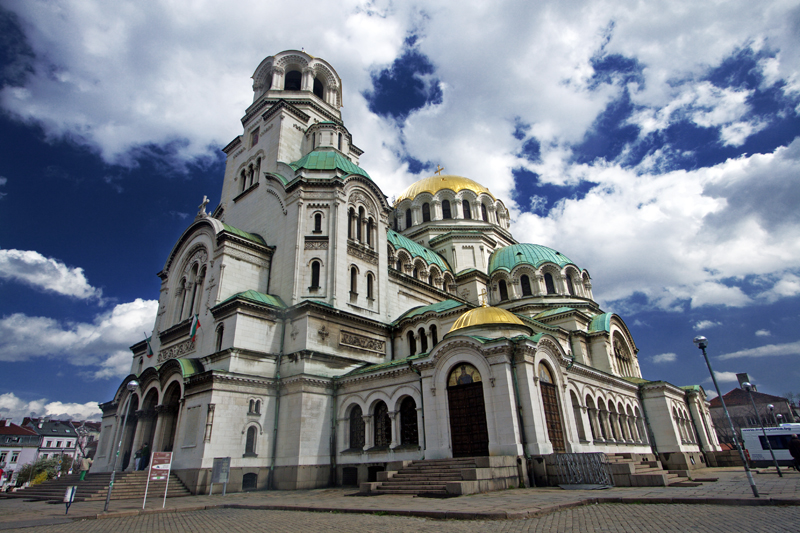
Храм-памятник Александра Невского

Религия в Болгарии регулируется болгарской конституцией следующим образом:
Статья 13.
1. Вероисповедание свободно.
2. Религиозные учреждения отделены от государства.
3. Традиционной религией в Республике Болгария является восточно-православное вероисповедание.
4. Религиозные общности и учреждения, как и религиозные убеждения, не могут быть использованы в политических целях.

| Христианство | Христианство | Христианство  | Ислам   | Ислам | Иудаизм | другие |
| 77,93        | 77,93        | 77,93         | 10,02   | 10,02 | 0,012   | 4,7    |
| Православие  | Католицизм   | Протестантизм | Сунниты | Шииты | 0,012   | 4,7    |
| 75,96        | 0,83         | 1,12          | 9,5     | 0,5   | 0,012   | 4,7    |

Только 13,6 % болгар посещают религиозные службы хотя бы раз в месяц. 67,3 %[уточнить] заявляют, что верят в Бога, а 24,1 % — в загробную жизнь.

## Города Болгарии

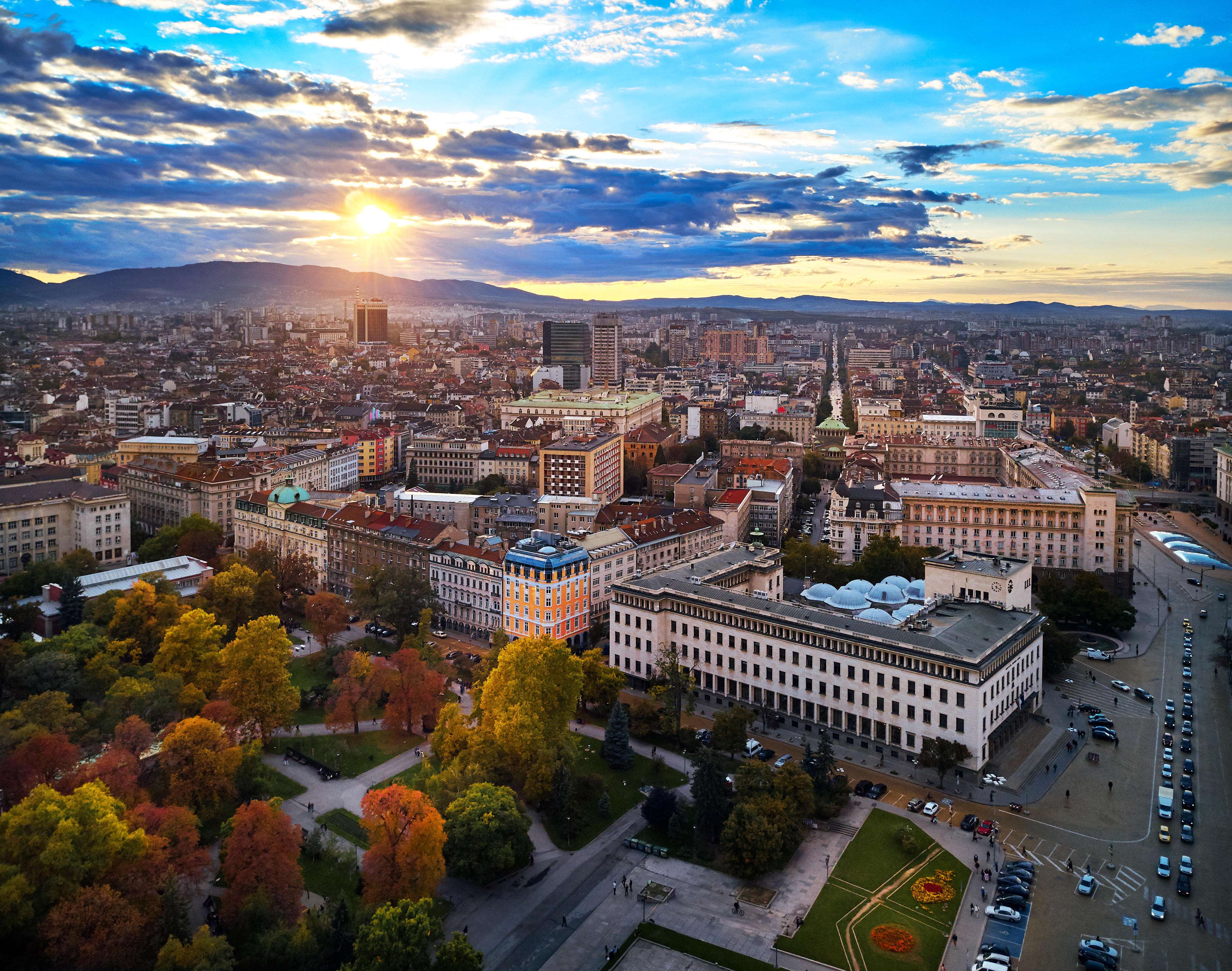
София

- София
- Пловдив
- Варна
- Бургас
- Русе
- Стара-Загора
- Плевен
- Добрич
- Сливен
- Шумен
- Перник
- Ямбол
- Хасково
- Казанлык
- Пазарджик
- Благоевград
- Велико-Тырново
- Враца
- Габрово
- Видин
- Тырговиште
- Асеновград
- Кюстендил
- Кырджали
- Монтана
- Несебыр
- Смолян
- Созопол

## Политика

### Государственное устройство
Болгария — парламентская республика.
Глава государства — президент, избираемый на основе всеобщего и прямого избирательного права сроком на пять лет.
Постоянно действующий высший орган законодательной власти — однопалатное Народное собрание (240 депутатов), избираемое сроком на четыре года.

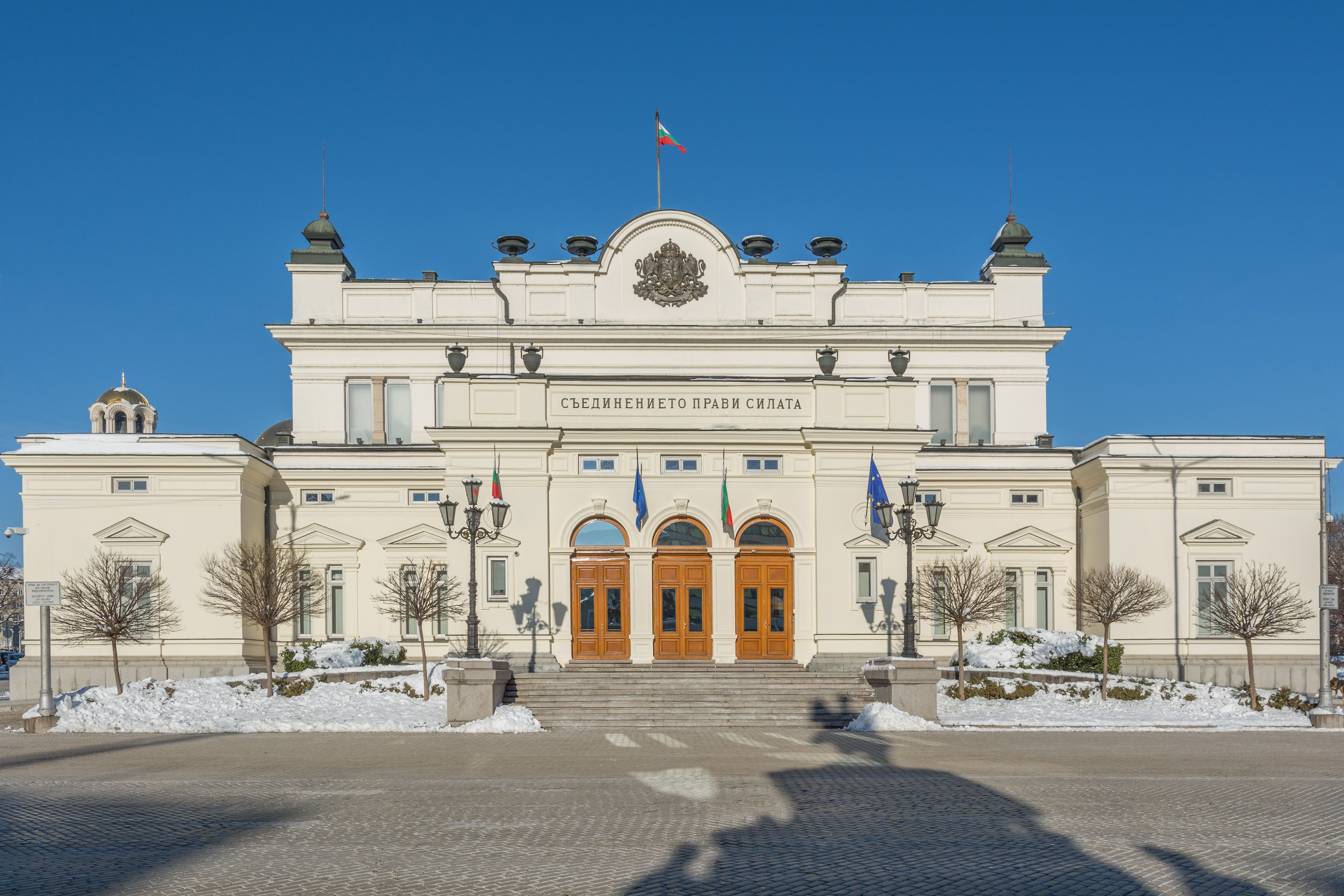
Народное собрание

Исполнительный орган — Совет Министров, состоящий из премьер-министра и министров.
Органом конституционного надзора является Конституционный суд Болгарии, который может отменять неконституционные законы и положения; его решения обжалованию не подлежат.
Высшим судом общей юрисдикции является Верховный кассационный суд, суды апелляционных инстанций — апелляционные суды, суды первой инстанции — окружные суды, низшее звено судебной системы — районные суды. Верховный административный суд произносится по подзаконным актам всех уровней государственной и местной администрации. Высший судебный совет определяет персональный состав органов суда, прокуратуры и следствия в Болгарии.

### Политические партии

#### Ультраправые
- Национальный союз «Атака» — националистическая;
- Патриотический фронт — националистический альянс вокруг ВМРО — Болгарское национальное движение и Национального фронта спасения Болгарии.

#### Правые
- Движение «Георгиев день» — националистическая;
- Порядок, законность и справедливость — правоконсервативная;
- Реформаторский блок — консервативная:;
  - Демократы за сильную Болгарию — национал-консервативная;
  - Союз демократических сил — консервативная;
  - Болгарский земледельческий народный союз — Народный союз — аграрная консервативная;
  - Движение «Болгария для Граждан» — либерально-консервативная;
- Граждане за европейское развитие Болгарии (ГЕРБ) — либерально-консервативная;
- Демократическая партия (Болгария) — либерально-консервативная;
- Болгария без цензуры — популистская.

#### Центристы
- Национальное движение за стабильность и подъём — популистская, либеральная;
- Дом экспертов — центристская;
- Движение за права и свободы — леволиберальная (партия турецкого меньшинства в Болгарии).

#### Левоцентристы
- Болгарская социалистическая партия — социалистическая;
- Альтернатива за болгарское возрождение (АБВ) — откол от социалистической партии;
- Партия болгарских социал-демократов — социал-демократическая;
- Объединённый блок труда — социал-демократическая;
- Болгарская социал-демократия — социал-демократическая;
- Движение за социальный гуманизм — прогрессивистская;
- Земледельческий союз Александра Стамболийского — аграрная левая;
- Новая заря — левонационалистическая;
- Зелёная партия Болгарии — экологистская;
- Политический клуб «Экогласность» — экологистская;
- Евророма — права цыганского населения.

#### Левые
- Коммунистическая партия Болгарии — коммунистическая;
- Союз коммунистов в Болгарии — антиревизионистская коммунистическая;
- Болгарские левые — левосоциалистическая.

### Текущий расклад политических сил
На парламентских выборах 2017 года победила партия Граждане за европейское развитие Болгарии, получившая 33,54 % голосов. Её лидер Бойко Борисов возглавил коалиционное правительство, в которое также вошли представители Объединённых патриотов. Основные оппозиционные партии: Болгарская социалистическая партия (27,93 %) и Движение за права и свободы (9,24 %).

### Профсоюзы
Крупнейший профцентр — Конфедерация независимых профсоюзов Болгарии.

### Внешняя политика и вооружённые силы

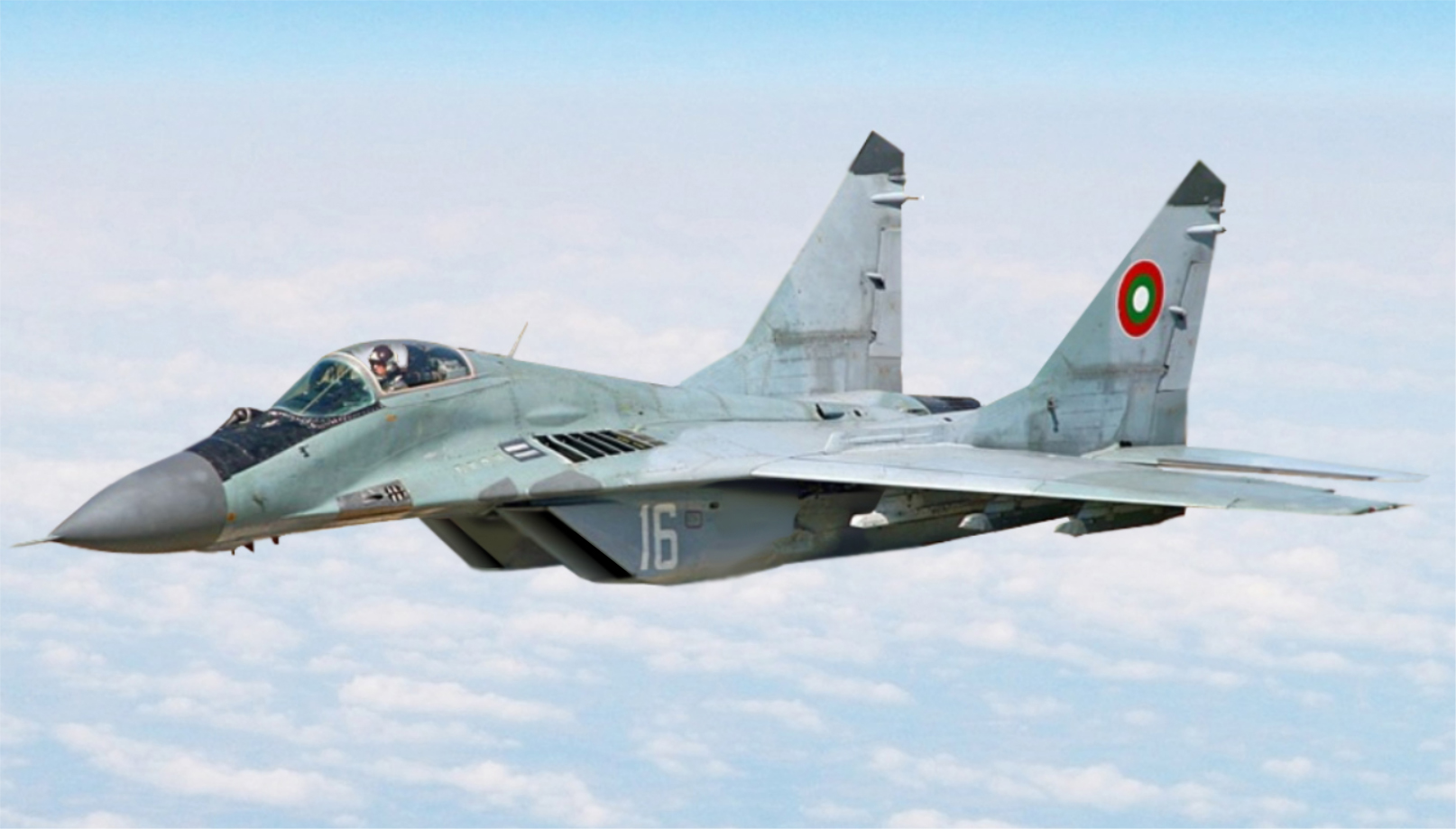
Болгарский МиГ-29А

Внешняя ориентация Болгарии в большинстве случаев совпадает с основными направлениями европейской и североатлантической политики. Болгария является членом Европейского союза (1 января 2007 года), НАТО (29 марта 2004 года), Всемирной торговой организации (1 декабря 1996 года) и Организации Объединённых Наций (14 декабря 1955 года).
Вооружённые силы Болгарии — совокупность войск Республики Болгарии, предназначенных для защиты свободы, независимости и территориальной целостности государства. Вооружённые силы состоят из следующих родов войск:
- Сухопутные войска Болгарии;
- Военно-морские силы Болгарии;
- Военно-воздушные силы Болгарии.

Также к ним относятся иные вооружённые формирования:
- Военная полиция;
- Служба военной информации;
- Служба военной топографии;
- Службы связи и коммуникации;
- Военно-учебные заведения;
- Национальная гвардейская часть;
- Резерв вооружённых сил.

С 1 декабря 2007 года Болгария отменила воинскую повинность и полностью перешла к профессиональной армии. До этого срок срочной службы в вооружённых силах Болгарии составлял 24 месяца; призывники, имеющие высшее образование, служили лишь 6 месяцев. По состоянию на начало 2011 года, численность вооружённых сил Болгарии составляла 31 315 военнослужащих регулярной армии и 303 тыс. резервистов, ещё 34 тыс. служили в иных военизированных формированиях (12 тыс. — в пограничных войсках, 4 тыс. — в полиции безопасности и 18 тыс. — в составе железнодорожных и строительных войск. Бюджет вооружённых сил составляет 1,23 млрд левов (1,74 % ВВП).

## Экономика

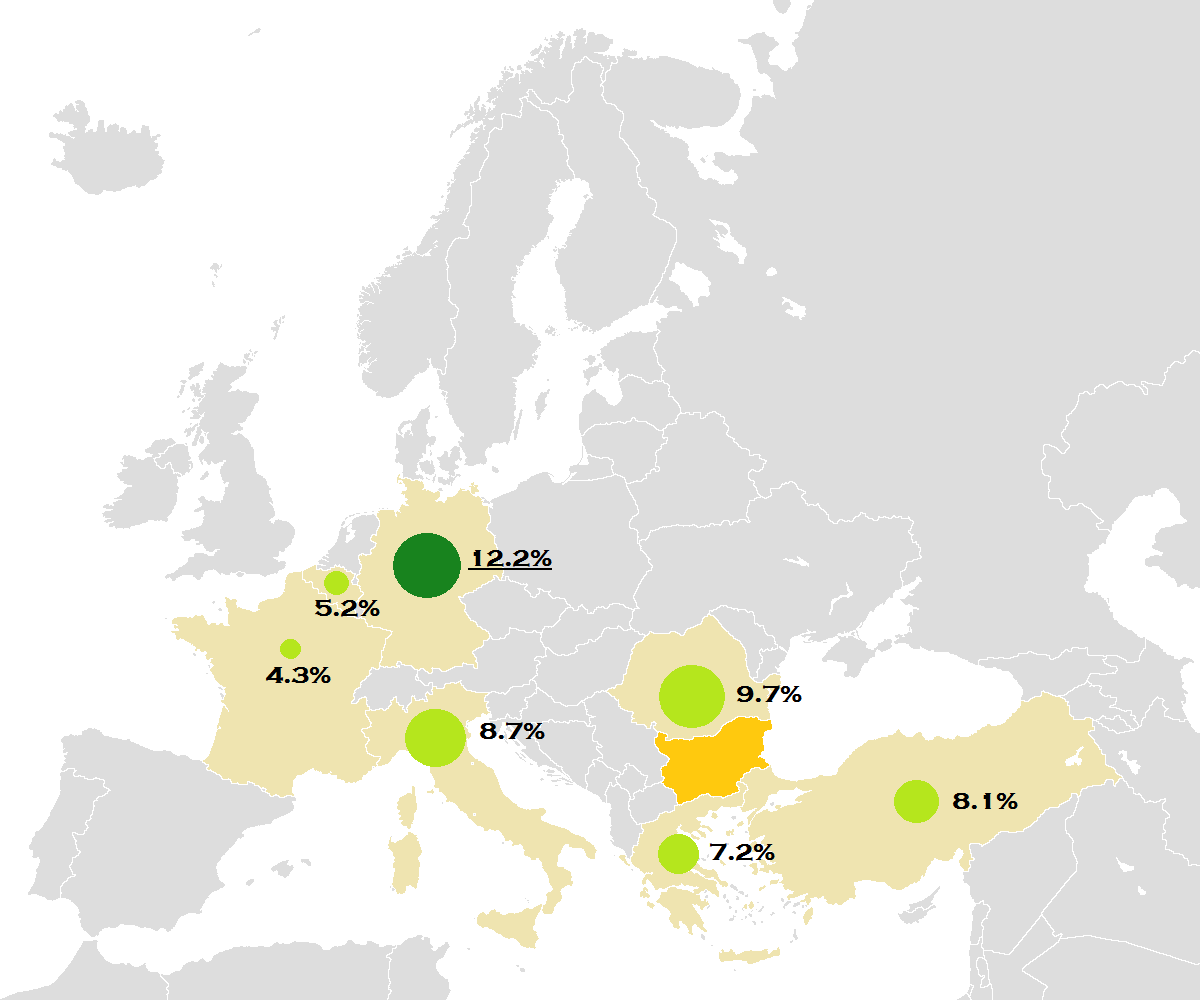
Экспорт

Болгария — среднеразвитое индустриально-аграрное государство.
Преимущества: успешно перешла к стабильной рыночной экономике. Низкая инфляция (2,4 %). Страна — член единого рынка ЕС. Относительно высокие темпы экономического роста (выше среднего по ЕС), и низкий государственный долг (ниже среднего по ЕС). Ещё относительно дешёвая и хорошо образованная, в сравнении со странами ЕС, рабочая сила. В условиях резкого падения уровня безработицы и усиления дефицита рабочей силы рост заработной платы по состоянию на 2019 год не сдерживается замедлением темпов экономического роста.
Слабые стороны: Скудная сырьевая база. Высокий уровень коррупции. Медленно продвигающиеся рыночные реформы. Малый объём инвестиций в инфраструктуру и НИОКР. Самая большая проблема (как и в других странах новых членов ЕС), увеличивающийся с каждым годом дефицит трудоспособной рабочей силы, и рост количества пенсионеров, связанный с низкой рождаемостью и высокой эмиграцией населения в другие, более богатые, страны ЕС, что в свою очередь заставляет работодателей больше платить своим работникам, тем самым искусственно повышая зарплаты, что приводит к дисбалансу между производительностью и размером заработной платы.
Экономика Болгарии пережила немало драматичных моментов в течение 1990-х годов. Экономика страны испытала серьёзный кризис после роспуска СЭВ и ослабления хозяйственных связей с бывшими социалистическими странами. К тому же негативно на состоянии болгарской экономики отразились санкции, введённые против Югославии и Ирака. В связи с инфляцией 5 июля 1999 года была проведена деноминация национальной валюты: новый лев заменил 1000 старых.
Уровень жизни населения значительно упал; только в 2004 году страна смогла достичь уровня 1989 года.
Реформы привели к стабилизации в экономике, подъёму промышленности и усилению притока иностранных инвестиций в страну. Европейская комиссия в 2002 году признала Болгарию страной с рыночной экономикой, тем самым признав успехи правительства в проведении рыночных реформ. Бюджет страны сводится с профицитом в размере 3 %, что вместе со стабильным ростом ВВП позволило снизить государственный долг Болгарии до 22,8 % ВВП в 2006 году против 67,3 % пятью годами ранее.
С другой стороны, у Болгарии наблюдается отрицательный платёжный баланс (2007). Низкая процентная ставка обеспечивает приток иностранного капитала. Валовой внутренний продукт на душу населения по ППС в 2007 году составлял только приблизительно одну треть от среднего уровня в странах, уже состоящих в ЕС, в то время как номинальный валовой внутренний продукт на душу населения — приблизительно 13 %. На 1 января 2008 года подоходный налог для всех категорий граждан взимался по ставке 10 %. Это одна из самых низких ставок в мире и самая низкая ставка в ЕС. В докладе за 2009 год аналитики европейского статистического агентства «Eurostat» одной из самых «дешёвых» стран называли Болгарию, жизнь в которой обходилась на 49 % ниже, чем в среднем в Европе.
Средний размер оплаты труда в Болгарии на декабрь 2020 года составил 1468 лева (750 евро). Индекс Кейтца (соотношение между минимальной и средней заработной платы в стране) в Болгарии по состоянию на 2019 год (средняя 1135 левов и минимальная 560 левов) составил около 49 %. На 1 января 2021 года минимальный размер оплаты труда составил 650 левов (брутто, около 331,76 евро) и 504,39 левов (нетто, 257,44 евро). На 1 января 2022 года — 710 левов (брутто, 362,58 евро) и 550,94 левов (нетто, 281,35 евро). С 1 января 2023 года — 780 левов (брутто, 397,97 евро) и 605,27 левов (нетто, 308,82 евро). На 1 января 2024 года — 933 левов (брутто, 477,00 евро) и 723,98 левов (нетто, 370,14 евро). С 1 января 2025 года — 1077 левов (брутто, 550,68 евро) и 835,74 левов (нетто, 427,32 евро).
Валюта страны — болгарский лев. Нестабильный уровень инфляции ставит под угрозу присоединение страны к еврозоне. Болгарское правительство планировало заменить лев на евро в 2010 году. По состоянию на 2014 год Болгария, как и Хорватия, Польша, Чехия и Венгрия отказались от установления срока перехода на евро (см. Болгария и евро).
Контроль за деятельностью в государственном секторе осуществляет Счётная палата Болгарии.

### Транспорт
Транспорт в Болгарии является одной из основных отраслей болгарской экономики. В Болгарии хорошо развиты все виды транспорта — сухопутный, водный, воздушный, трубопроводный и другие. Каждый из них имеет собственную инфраструктуру и регулируется специальным законом.

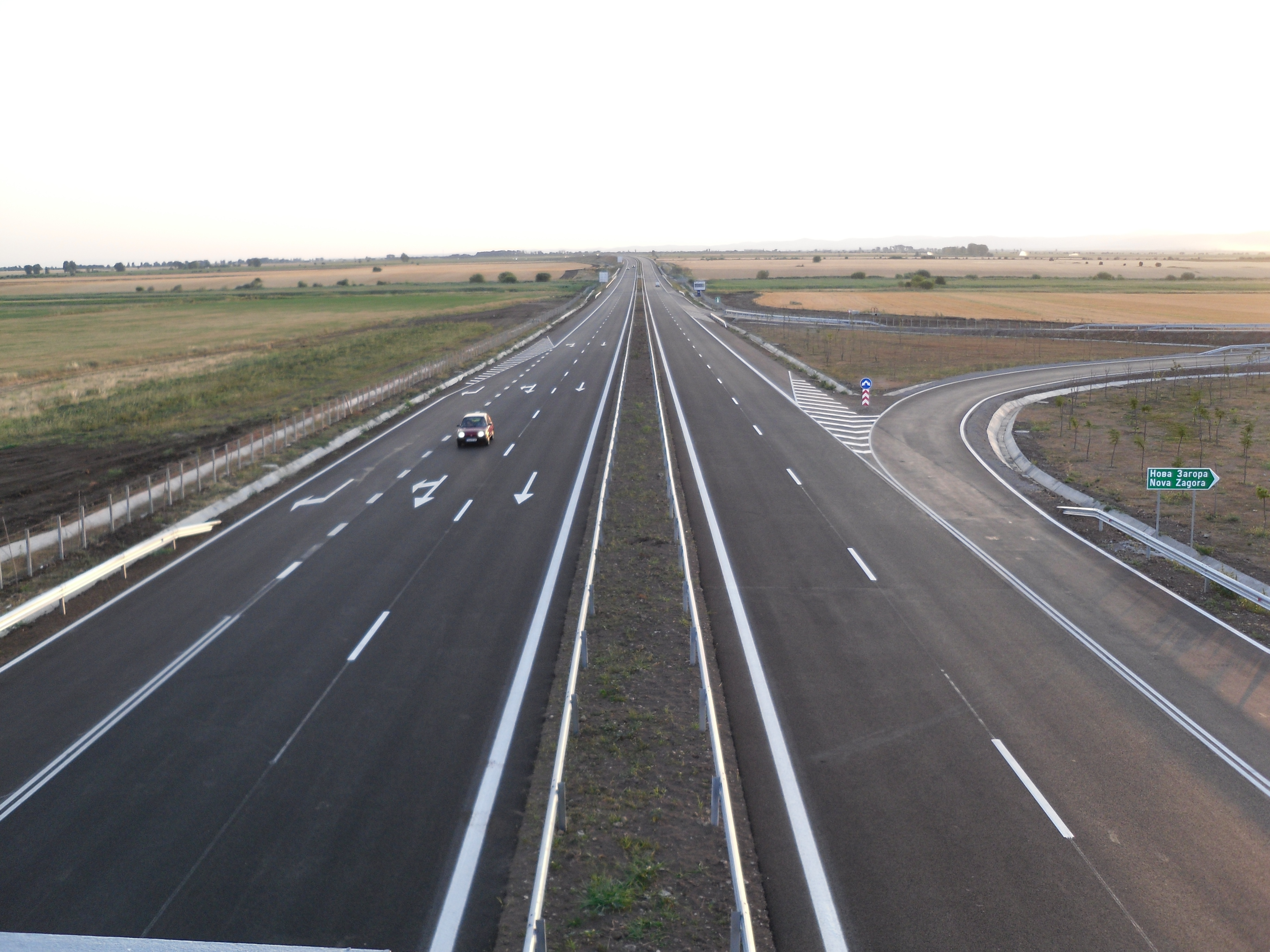
Автомагистраль A1 «Тракия»

Автомобильный транспорт является самым быстрым и самым распространённым видом пассажирского и грузового транспорта. В стране эксплуатируется 19 611 км дорог, из которых 812,3 км — автомагистрали, 3015 км — дороги І класса, 41 958 км — дороги ІІ класса, 11 689 км — дороги ІІІ класса и 294 км — грунтовые дороги. Плотность дорожной сети составляет 336 км/1000 км².
Железнодорожный транспорт является самым дешёвым пассажирским и грузовым транспортом в Болгарии. Главным перевозчиком являются Болгарские государственные железные дороги — Български Държавни Железници (БДЖ), подчиняющиеся напрямую Министерству транспорта. Железнодорожная сеть хорошо развита и покрывает большую часть территории страны. К 2012 году развернутая длина всех железнодорожных путей в стране составляет 6938 км, 3048 (43,9 %) из которых являются одноколейными, 1941 км (28 %) — двухколейными, 125 км (1,8 %) — узкоколейными, с расстоянием между рельсами 760 мм. Длина колеи между вокзалами составляет 1824 км (26,3 %). Болгария имеет железнодорожную связь с большинством сопредельных государств — Румынией, Сербией, Грецией и Турцией, но не связана с Северной Македонией, так как северомакедонская сторона не достраивает уже почти век около 34 км железнодорожного пути на своей территории.
Основу воздушного транспорта составляют международные пассажирские перевозки. Доля грузовых полётов меньше. Внутренние воздушные перевозки в стране интенсивнее летом, из столицы Софии в аэропорты на черноморском побережье страны — Варну и Бургас. В стране 8 основных аэропортов.
Водный транспорт имеет большое значение для крупного международного товарообмена. Внутреннее водное сообщение незначительно. В стране есть большой потенциал развития международных круизных путешествий, но это направление туризма все ещё остаётся развитым недостаточно. Единственная река в Болгарии, которая подходит для речного транспорта — Дунай. Большая часть границы с Румынией — 470 км — проходит по Дунаю, поэтому хорошо развиты пассажирские и товарные коммуникации на паромах.
Вся восточная граница Болгарии — 378 км — находится на Чёрном море. Из него через пролива Босфор можно выйти в Мраморное море, и дальше через Дарданеллы — в Средиземное море. Перевозки морским транспортом осуществляется в основном через морские порты Варна и Бургас.
Строительство и эксплуатация трубопроводов является одним из самых сложных вопросов в современной внешней политике Болгарии. Географически страна находится в центре Балканского полуострова и обходить её при прокладке трубопроводов является сложно технически и дорого экономически. В Болгарии остро сталкиваются геополитические и экономические интересы Европейского союза, США и России.

### Почта и интернет
«Болгарские почты ЕАД» имеют центральное управление и 28 территориальных подразделений. Последние представляют собой областные почтовые станции (ОПС), по одной в каждой области Болгарии. Кроме того, в стране функционирует специализированное подразделение «Болгарская филателия и нумизматика».
В ведении компании «Болгарские почты ЕАД» находятся 2981 почтовое отделение, 632 из которых находятся в городах, 972 в деревнях с населением свыше 800 человек, 1171 в деревнях с населением 200—800 человек и 206 в деревнях с населением менее 200 человек. Одно почтовое отделение обслуживает в среднем 9905 человек в городах и 974 человека в сёлах, на площади около 37 тыс. км². «Болгарские почты ЕАД» обслуживают 5286 почтовых ящиков — 1947 в городах и 3339 в сёлах.
Интернет широко распространён — по результатам официальной переписи населения в 2011 году, в 54,1 % из домах в городах и в 18,1 % в селах есть персональные компьютеры, а в 51,4 % и 16,4 % — доступ к Интернет.
С 2009 года Болгария развивает на государственном уровне свою «Национальную стратегию развития широкополосного доступа». Национальный домен верхнего уровня — .bg зарегистрирован в 1991 году.

## Образование и наука
Образова́ние в Болгарии имеет светский характер. Образование в государственных и общинных школах является бесплатным. Школьное обучение в Болгарии обязательно для всех лиц в возрасте от 7 до 16 лет. Дипломы, выданные болгарскими образовательными учреждениями после 1 января 2007 года (день присоединения Болгарии к Европейскому союзу), признаются во всех странах ЕС.
Болгарский язык является официальным языком в детских садах и школах. Обучение в школах создаёт условия для усвоения литературного болгарского языка. Школьники, для которых болгарский язык не является родным, имеют право изучать свой национальный язык в общинных школах под защитой и под контролем государства.

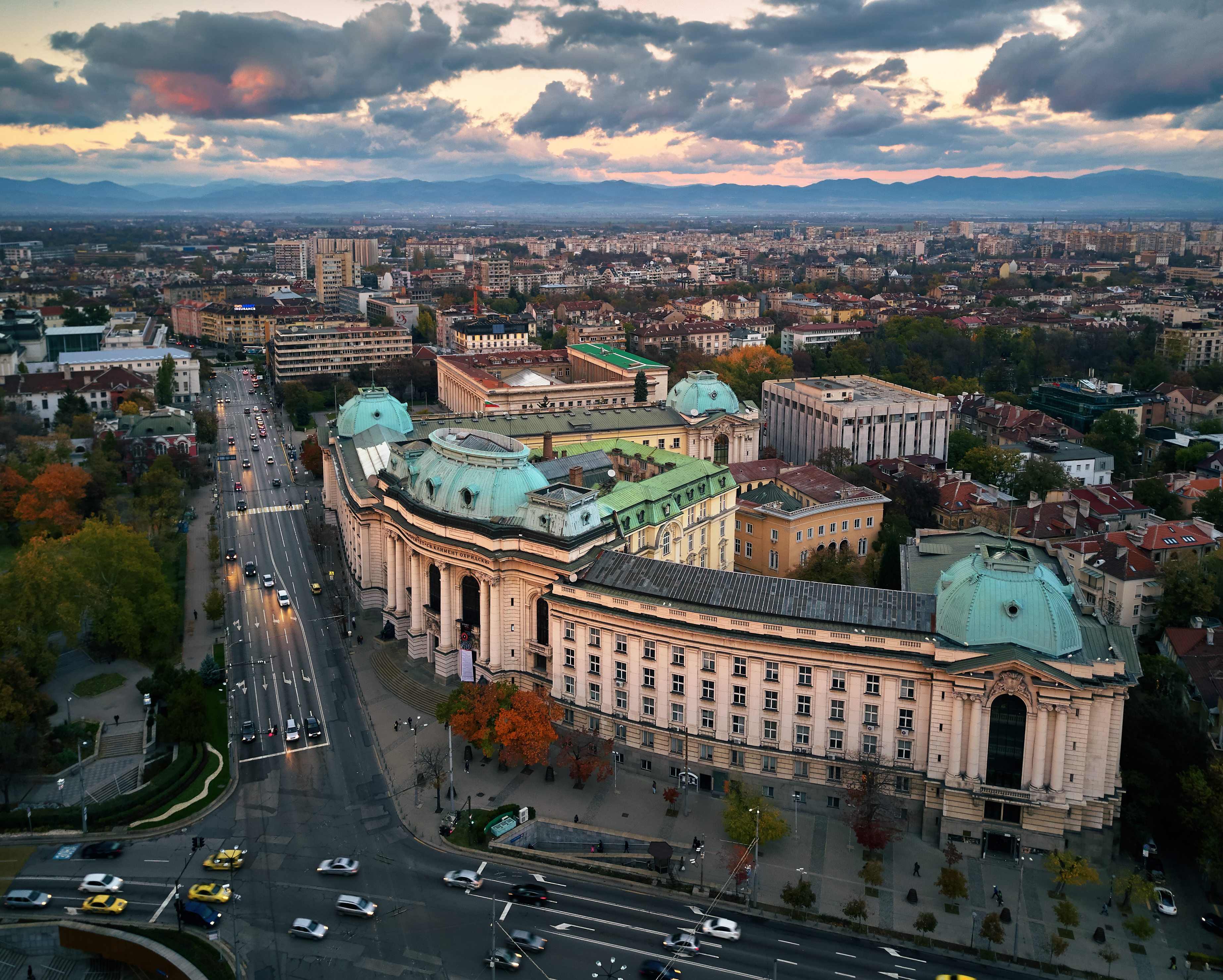
Софийский университет

Школьное образование в Болгарии регулируется «Законом о народном просвещении», разделяется по степеням:
- основное образование
  - начальное образование — с 1 по 4 класс;
  - прогимназическое образование — с 5 по 7 класс;
- среднее образование
  - гимназическое образование — с 8 по 12 классы.

Среднее образование приобретается после успешного окончания 12-го класса и успешной сдачи положенных экзаменов.
Классификация школьного образования в Болгарии по содержанию подготовки разделяется на:
1) общее — общеобразовательный минимум и по возможности профилированная подготовка. Общее образование в Болгарии ведётся с 1 по 12 класс.
2) профессиональное — общеобразовательный минимум и профессиональная квалификация в соответствии с государственными образовательными требованиями.
Высшие школы в Болгарии академически автономны. Академическая автономия выражается в интеллектуальной свободе академической общности и творческой природы образовательного, исследовательского и художественно-творческого процесса, которые являются для высших учреждений высшими ценностями. Высшее образование в Болгарии регулируется «Законом о высшем образовании».
Высшие школы в Болгарии могут быть государственными и частными. Высшие школы в Болгарии открываются, преобразуются и закрываются решением Народного собрания Болгарии, которые публикуется в Государственной газете Болгарии.
Виды высших образовательных учреждений в Болгарии:
- Университеты обучают по специальностям в не менее, чем в 3-х из 4-х основных областей науки, касающихся гуманитарных, природоохранных, общественных и технических дисциплин. Они должны располагать профессорским академическим составом на постоянном трудовом контракте и дипломированные лица читают не менее 70 % из лекционного материала обучения. Университеты предоставляют обучение профессиональных квалификаций «бакалавр», «магистр» и «доктор»;
- Специализированные Высшие Училища осуществляют научно-исследовательскую или художественно-творческую деятельность и ведут обучение в одной из четырёх основных областей науки, искусства, физической культуры и военного дела. Наименование СВУ отражает специфическую область, в которой оно обучает специалистов;
- Колледжи осуществляют обучение для приобретения образовательно-квалификационной степени «бакалавр». Академический состав колледжа должен быть сформирован на постоянной трудовой основе и осуществлять преподавание не менее половины из теоретических и практических занятий.

Болгария обладает сильными традициями и развивает научные исследования в таких областях как математика, информатика, физика, медицина и фармацевтика. По состоянию на 2009 год в Болгарии работает 47 университетов. Научные исследования производятся по большей части в учреждениях Болгарской академии наук.
Болгария продолжает начатые в 1988 году исследования в Антарктике на своей базе Св. Климент Охридский на острове Ливингстон.

## Культура Болгарии

#### Современное состояние
Проведённая в 2008—2009 годах кампания «Большого чтения» показала, что болгарским читателям больше всего нравятся следующие романы:
| Место | Название                | Автор                   | Автор               |
| ----- | ----------------------- | ----------------------- | ------------------- |
| Место | Название                | имя                     | гражданство         |
| 1     | Под игом                | Иван Вазов              | Флаг Болгарии       |
| 2     | Время раздельное        | Антон Дончев            | Флаг Болгарии       |
| 3     | Табак                   | Димитр Димов            | Флаг Болгарии       |
| 4     | Железный светильник     | Димитр Талев            | Флаг Болгарии       |
| 5     | Маленький принц         | Антуан де Сент-Экзюпери | Флаг Франции        |
| 6     | Мастер и Маргарита      | Михаил Булгаков         | Флаг СССР           |
| 7     | Властелин колец         | Джон Толкин             | Флаг Великобритании |
| 8     | Осуждённые души         | Димитр Димов            | Флаг Болгарии       |
| 9     | К востоку от рая        | Джон Стейнбек           | Флаг Великобритании |
| 10    | Граф Монте-Кристо       | Александр Дюма          | Флаг Франции        |
| 11    | Автостопом по галактике | Дуглас Адамс            | Флаг Великобритании |
| 12    | Сто лет одиночества     | Габриэль Маркес         | Флаг Колумбии       |

Проведённая в 2011 году кампания Маленького большого чтения показала, что болгарским читателям больше всего нравятся следующие детские книги:
| место | заглавие                        | автор                   |
| ----- | ------------------------------- | ----------------------- |
| 1     | Пеппи Длинный чулок             | Астрид Линдгрен         |
| 2     | Гарри Поттер                    | Джоан Роулинг           |
| 3     | Патиланское царство             | Ран Босилек             |
| 4     | Винни Пух                       | Алан Милн               |
| 5     | Эмиль из Лённеберги             | Астрид Линдгрен         |
| 6     | Маленький принц                 | Антуан де Сент-Экзюпери |
| 7     | Затмение                        | Стефани Майер           |
| 8     | Ян Бибиян                       | Елин Пелин              |
| 9     | Карлсон, который живёт на крыше | Астрид Линдгрен         |
| 10    | Алиса в стране чудес            | Люис Кэрролл            |
| 11    | Академия вампиров               | Райчел Мид              |
| 12    | Кнопка и Антон                  | Эрих Кестнер            |

### Архитектура и изобразительное искусство

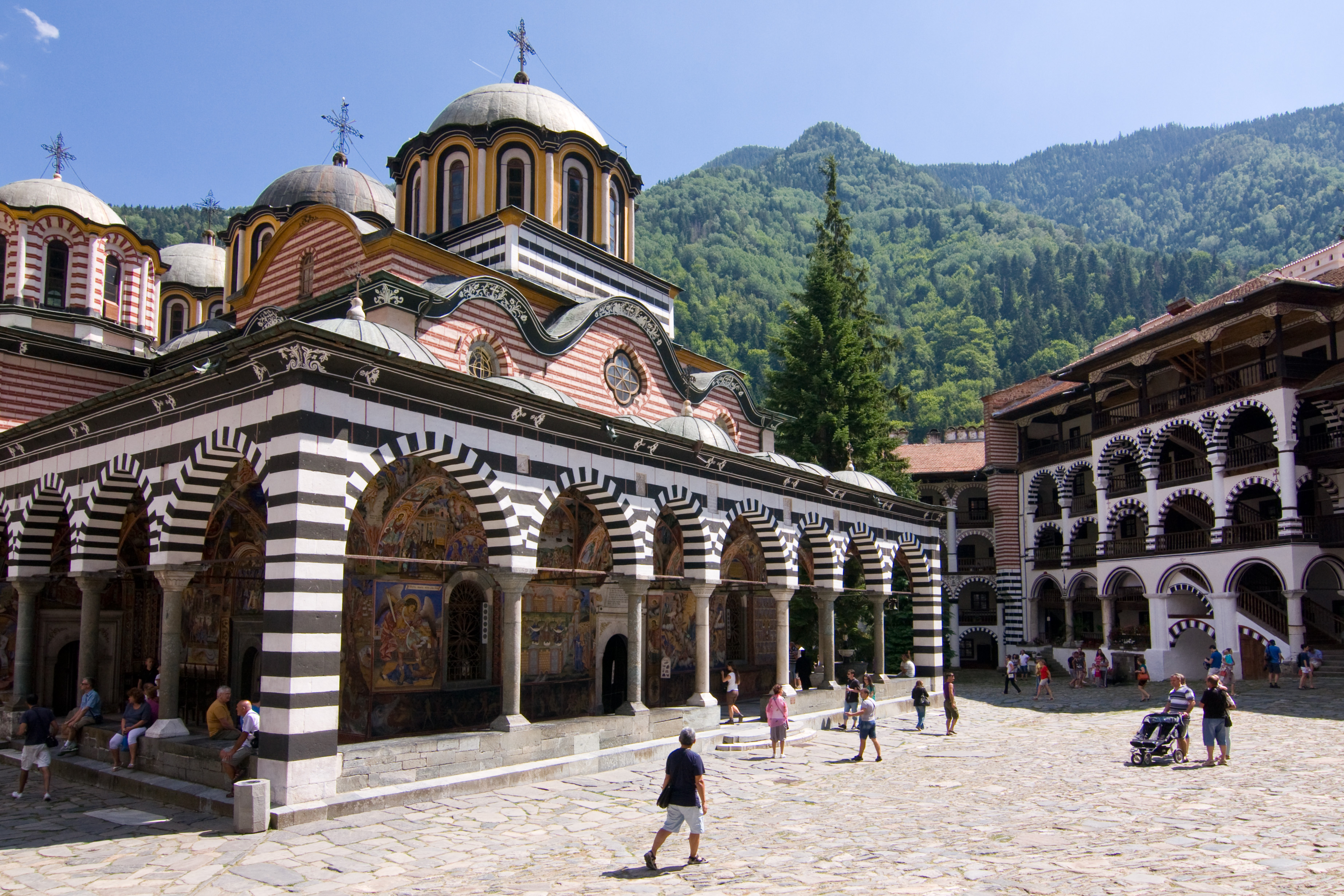
Рильский монастырь, основан в конце X века.

Необходимость строительства храмов для богослужений положила начало собственно болгарской архитектуре. Наиболее известными памятниками болгарской архитектуры этого времени являются Рильский монастырь и Боянская церковь.

Велико-Тырново

Развитию изобразительного искусства способствовали византийские традиции. Свидетельством своеобразия болгарской школы иконописи являются иконы с использованием в качестве основы не досок, а керамики. В то же время, существование достаточно строгих канонов в иконописи несколько ограничивало развитие собственных традиций. Фрески пещерных церквей в Иваново несут на себе как отпечаток национальных традиций, так и черты «палеологовского возрождения». Также известны росписи Боянской церкви (особенно относящиеся к 1259 году фрески с изображением основателей монастыря (ктиторов) — Калояна и Десиславы), Ротонды Св. Георгия и Рильского монастыря. При этом Восточная Болгария в большей степени испытывала византийское культурное влияние, и в ней от древнейших поселений фракийцев сохранилось очень мало, в то время как в Юго-Западной Болгарии (современная Северная Македония) лучше сохранились национальные традиции, нежели византийские.
После освобождения в 1878 году Болгарии от Османского владычества её искусство и архитектура постепенно интегрируются в европейский художественный процесс.

### Музыка
Болгарская музыка является частью болгарской, балканской, европейской и мировой культуры. Болгарская музыка звучит специфично, самобытно и оригинально.
Церковное пение на древнеболгарском языке берёт своё начало с утверждения христианства, но во время византийского господства (1018—1187) проникновение в болгарскую церковь канонизированного византийского пения задержало развитие связанных с народной основой болгарских национальных религиозных песнопений. После освобождения от владычества Византии и образования Второго Болгарского царства (1187—1396) начался расцвет болгарской культуры. В ХІІІ—ХІV веках под влиянием народного музыкального искусства сформировался болгарский распев, образцы которого сохранились в богослужебном пении Русской православной церкви XVII—XVIII веков. С тех времён сохранились «Зографский трефологий» (XIII век) и «Синодик на цар Борил» (XIV век) — единственные дошедшие до нас письменные памятники с музыкальной нотацией. Многие византийские певчие — болгарского происхождения. Самый известный из них — певчий и композитор Иоанн Кукузель, прозванный «Ангелогласным» (жил в монастыре в Византии). Он создал неовизантийскую невменную нотацию («кукузелевы невмы»), которая используется в современной церковной музыке и по сегодняшний день.
Во время османского владычества в Болгарии не было никаких музыкальных институций и музыкальной педагогики. Первыми музыкантами были иностранцы, а также болгары, получившие музыкальное образование за границей. Выходцами из этой среды были представители «первого поколения болгарских композиторов»: Эмануил Манолов, Ангел Букурещлиев, Добри Христов, Панайот Пипков, Георги Атанасов, Никола Атанасов и другие. Эти композиторы издавали сборники произведений болгарского фольклора, создавали собственные обработки народных музыкальных произведений. Эмануил Манолов написал первую болгарскую оперу — «Нищая». Так же, как и Эмануил Манолов, дирижёр Димитр Манолов, являясь выпускником Московской консерватории, внёс значительный вклад в развитие болгарского музыкально-исполнительского искусства. Георгий Атанасов создал оперы «Алцек», «Косара», «Запустялата воденица». Панайот Пипков создал первые болгарские детские оперетты «Деца и птички» и «Щурец и мравки». Его самое известное сочинение — «Гимн святых Кирилла и Мефодия». Никола Атанасов написал первую болгарскую симфонию. Крупнейшим теоретиком болгарской церковной и народной музыки на рубеже XIX—XX веков был Добри Христов, выпускник Пражской консерватории и ученик Антонина Дворжака.

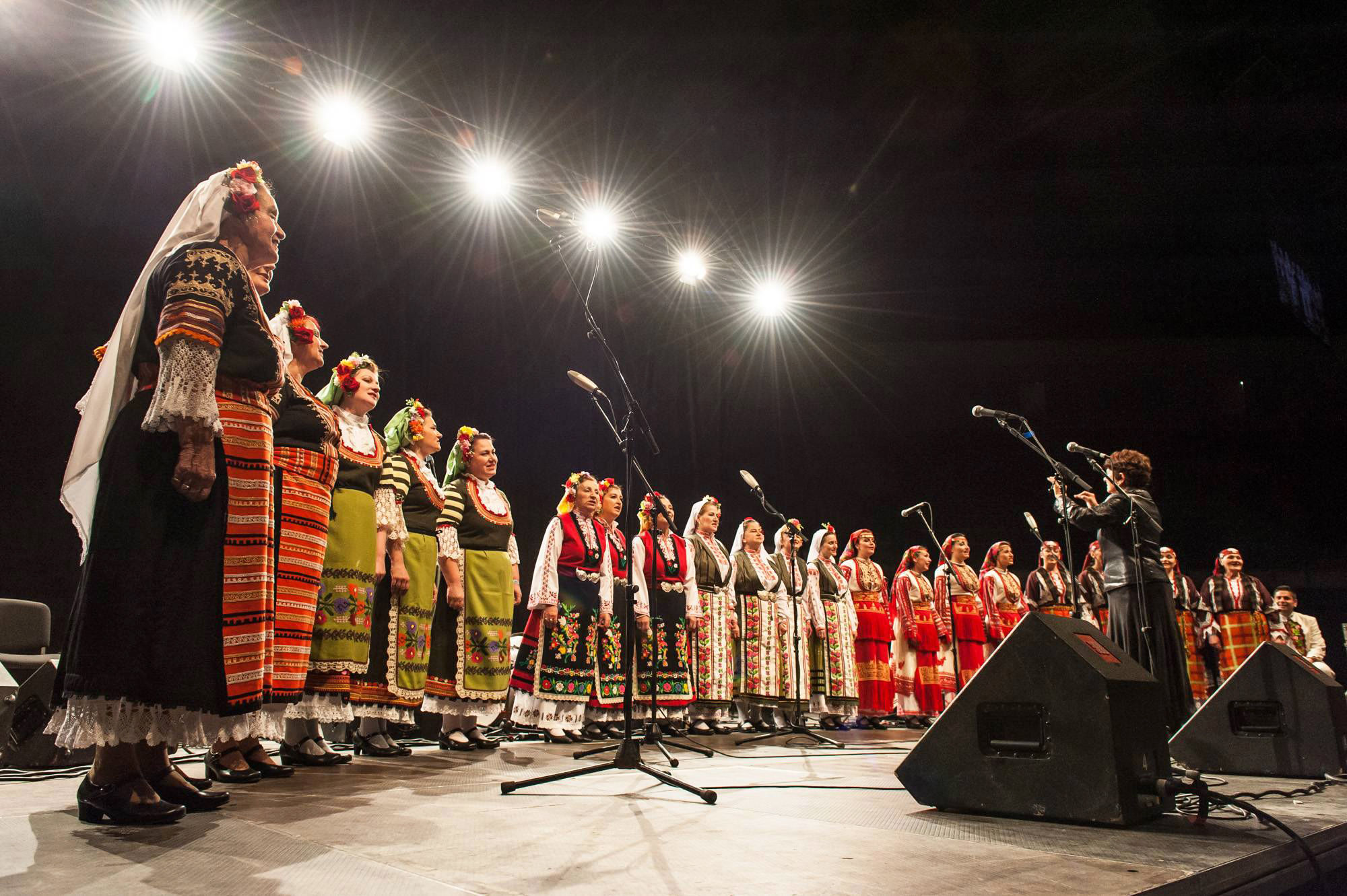
Мистерия болгарских голосов

Такие события, как создание в 1921 году Национальной музыкальной академии «Профессор Панчо Владигеров», появление первых симфонических оркестров, музыкальных школ, положили начало развитию в Болгарии профессиональной классической музыки.

### Балет, театр, кинематограф
Первые самодеятельные танцевальные труппы в Болгарии появились в Софии в 1900 году.

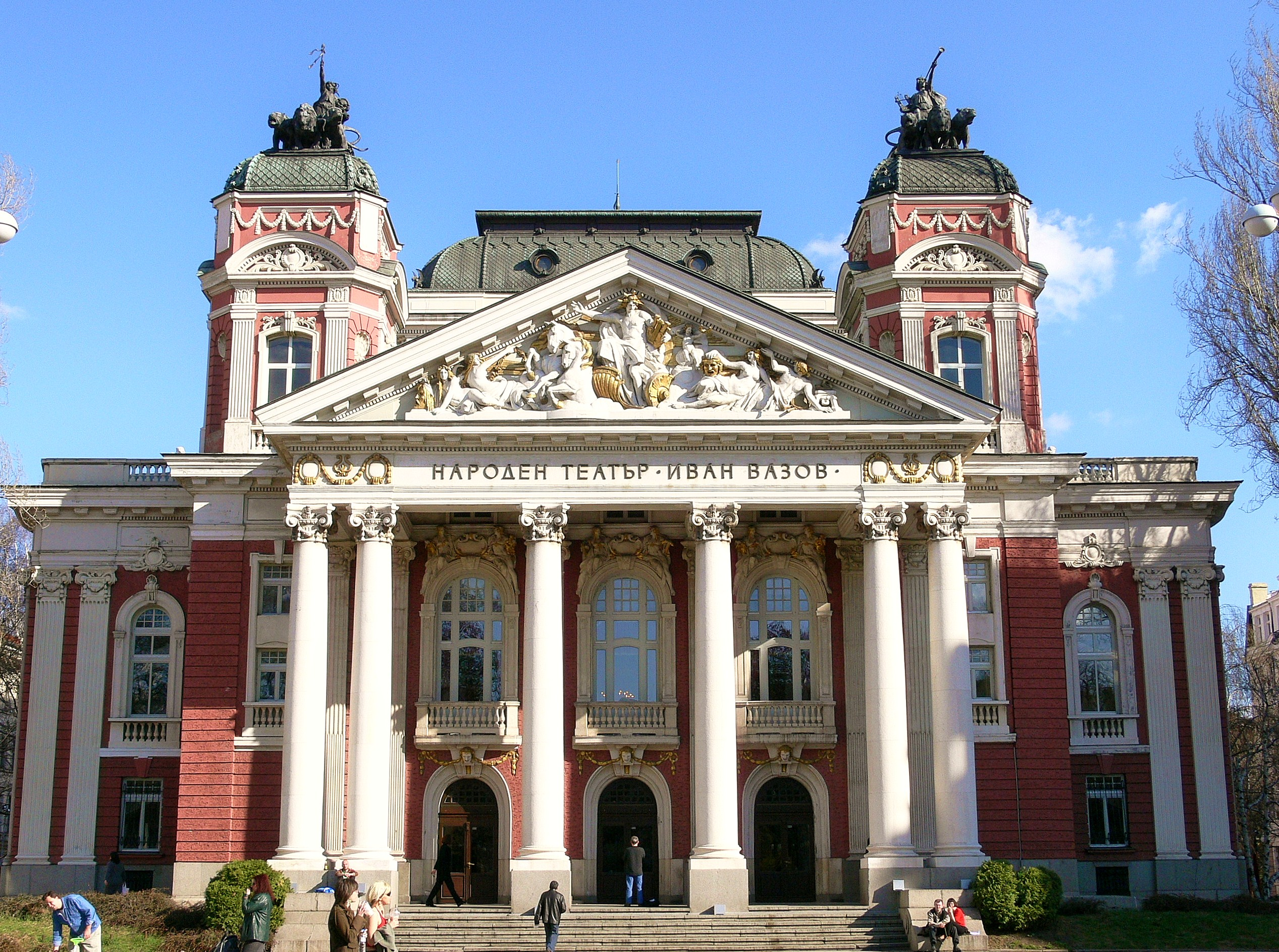
Национальный театр Ивана Вазова

Театр в Болгарии начал развиваться с середины XIX века.
Значительную роль в становлении режиссёрского театра сыграл Н. О. Массалитинов.
После Второй мировой войны в болгарском театре активно насаждался социалистический реализм.
Первый игровой фильм Болгарии «Галантный болгарин» поставил в 1915 году театральный актёр Васил Гендов. В 1933 году был снят первый звуковой фильм — «Бунт рабов».
Фильмы «Побег из неволи» (в оригинале «Калин Орёл»), «Тревога», «Герои сентября», «Под игом», «Песня о человеке», «Звёзды» (совместно с ГДР, режиссёр Конрад Вольф) снятые в 1950-е годы завоевывали призы на международных кинофестивалях.
В 1960-е появились фильмы «Как молоды мы были», «Разрешение на брак», «Хроника чувств», «Похититель персиков», «Запах миндаля», «Самая длинная ночь».

### Кухня
Болгарская кухня — национальная кухня, распространённая в Болгарии и других странах Юго-Восточной Европы. Болгарская кухня схожа с турецкой и греческой. Это связано со схожим географическим положением стран и общностью исходных продуктов, длительными историческими связями.
Болгарская кухня основана на широком использовании овощей, трав и фруктов. Кухня богата рецептами салатов, горячих и холодных супов.
Особенностью приготовления является тепловая обработка продуктов на слабом огне в течение часа, продукты главным образом готовятся одновременно в составе одного блюда. Другой особенностью является массовое применение свежей и консервированной зелени, добавляемой при приготовлении мясных блюд. Более часто, по сравнению с другими кухнями, в блюдах используют лук, чеснок, красный, чёрный и душистый перец, лавровый лист, петрушку, чабер, мяту. Блюда болгарской кухни очень жирные и кашеобразные. Особенно это касается горячих блюд.
Как и в любой национальной кухне, в болгарской существуют блюда, которые готовятся к определённым народным, религиозным или государственным праздникам. Например, постные сарми и чушки (перцы) на Сочельник, капама (тушенное блюдо из нескольких видов мяса и колбасы с квашеной капустой) и другие блюда с квашеной капустой на Новый год, рыба на день св. Николая (6 декабря), козунак на Велик Ден (Пасху), ягнёнок на День храбрости (день св. Георгия).

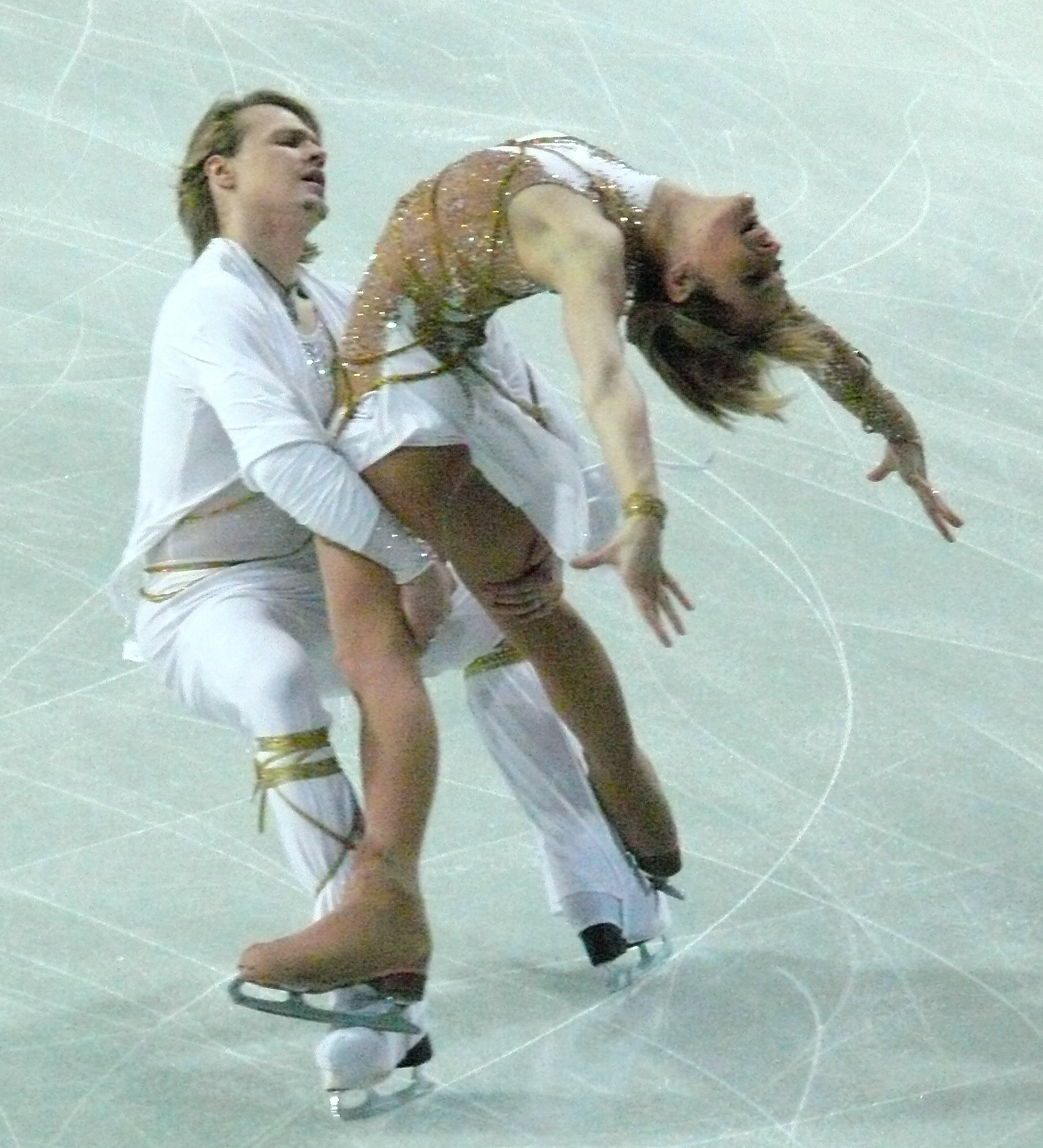
Албена Денкова и Максим Ставиский на чемпионате Европы 2007 года в Варшаве.

## Спорт
Спорт в Болгарии получил развитие после участия страны в I Олимпийских играх современности 1896 года, где Болгария была одной из 14 стран, которые прислали на них своих атлетов. Ныне самый популярный спорт в Болгарии — футбол. Сборная Болгарии по футболу на чемпионате мира 1994 года в США заняла 4-е место. Болгария имеет традиционно высокие достижения в тяжёлой и лёгкой атлетике, борьбе, боксе, волейболе, спортивной и художественной гимнастике, стрелковом и гребном спорте.
В 2013 году Болгария принимала у себя чемпионат Европы по биатлону.

## Туризм

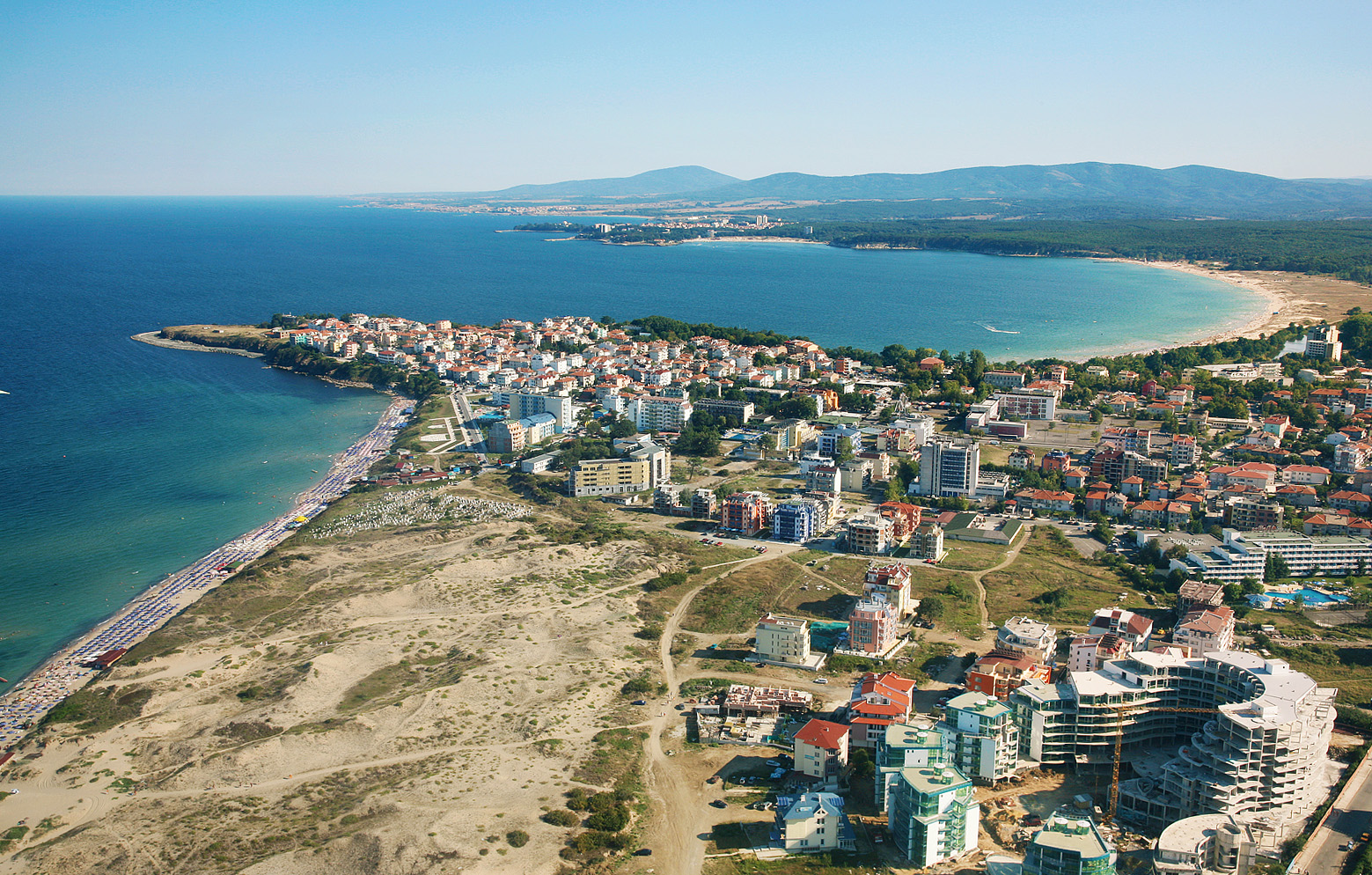
Приморско

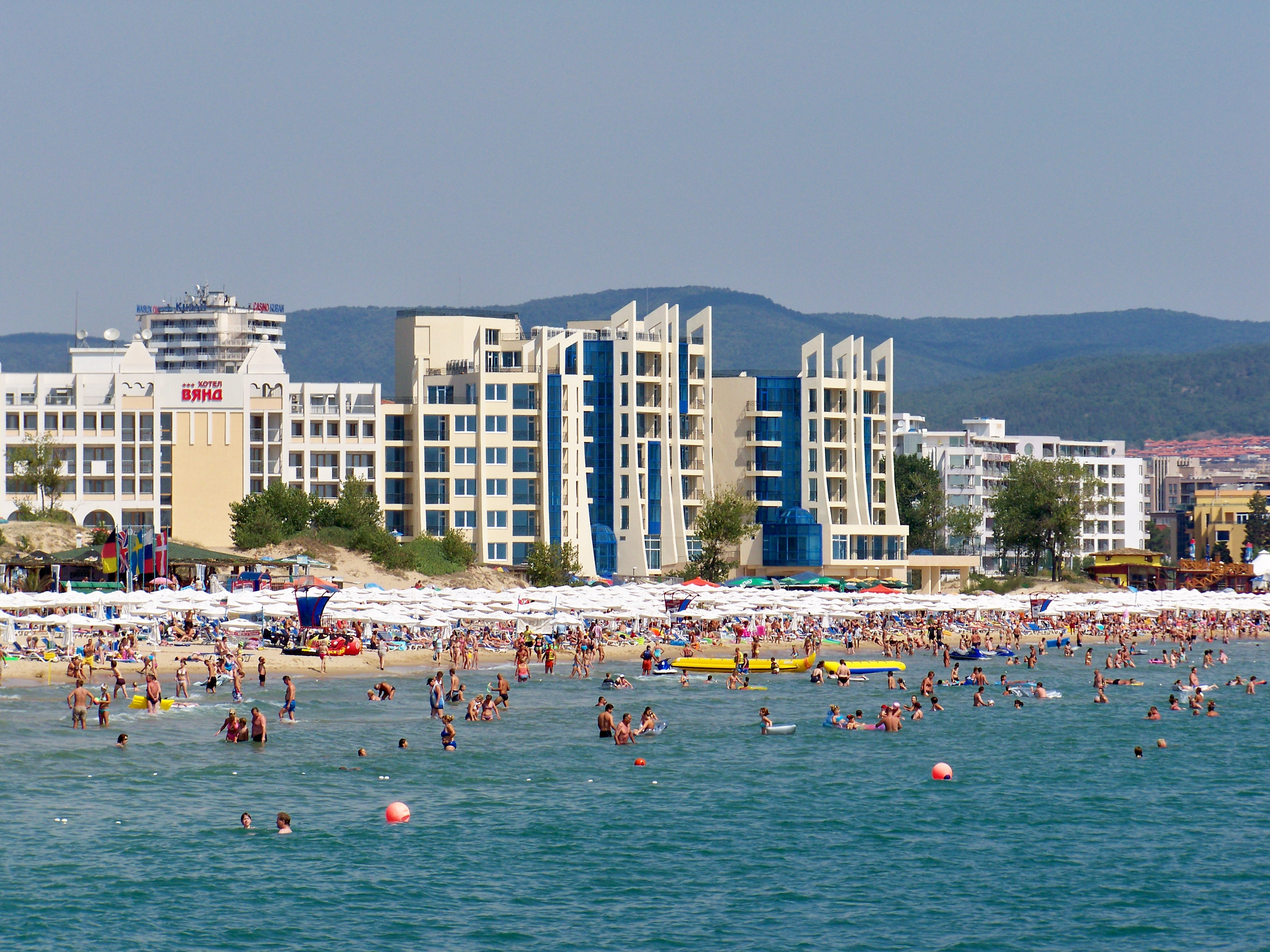
Солнечный берег

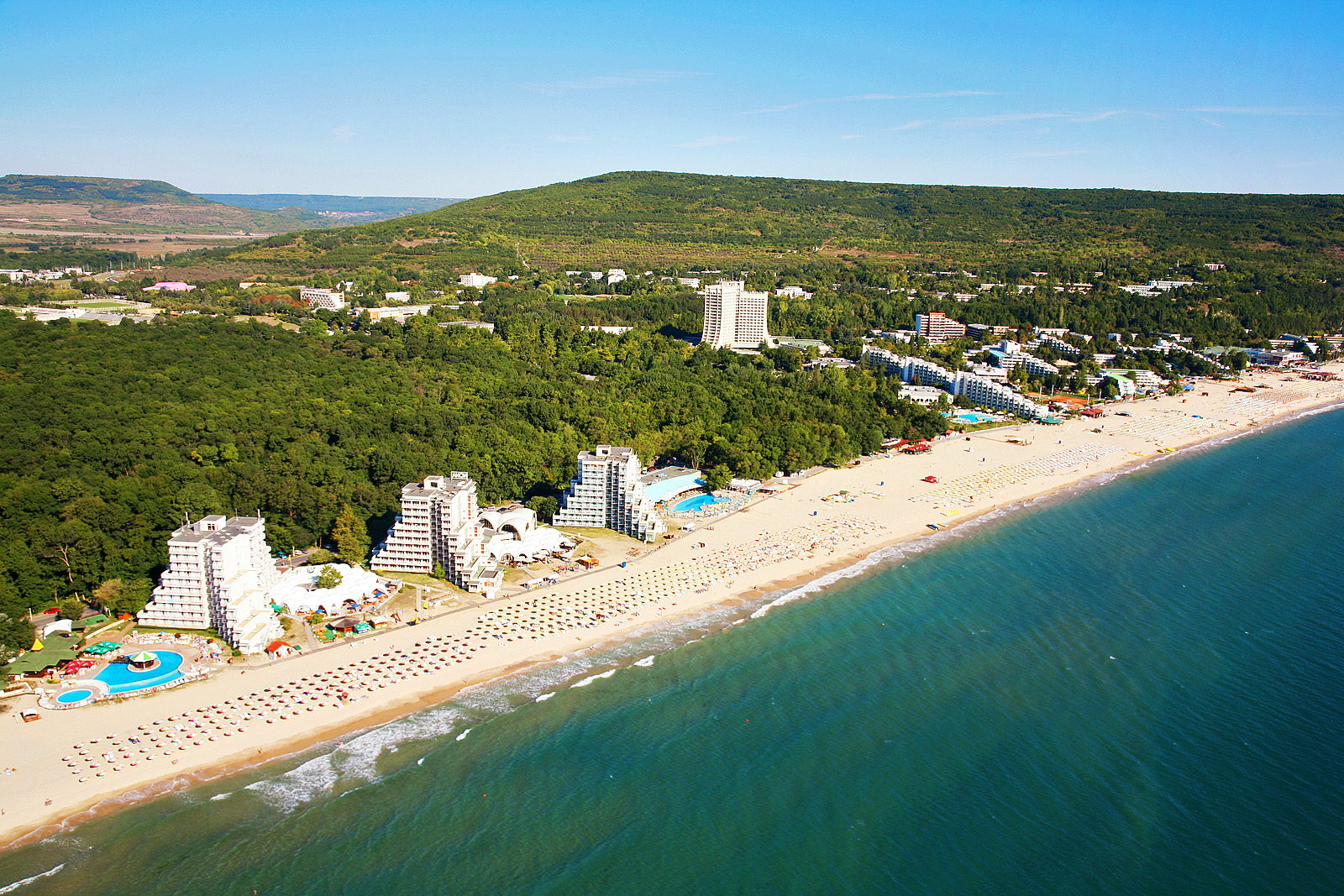
Албена

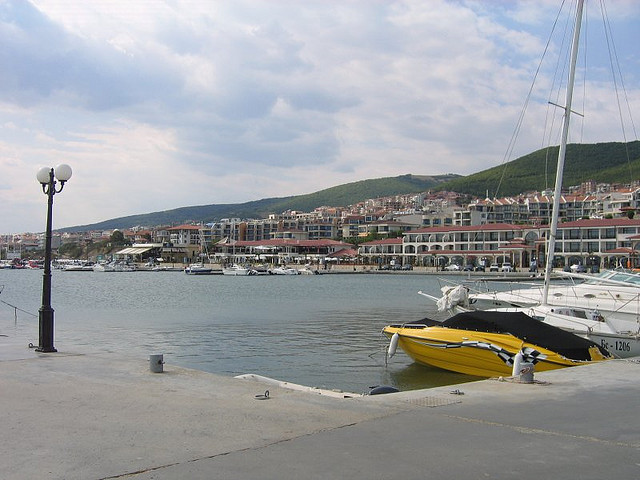
Курорт «Святой Влас»

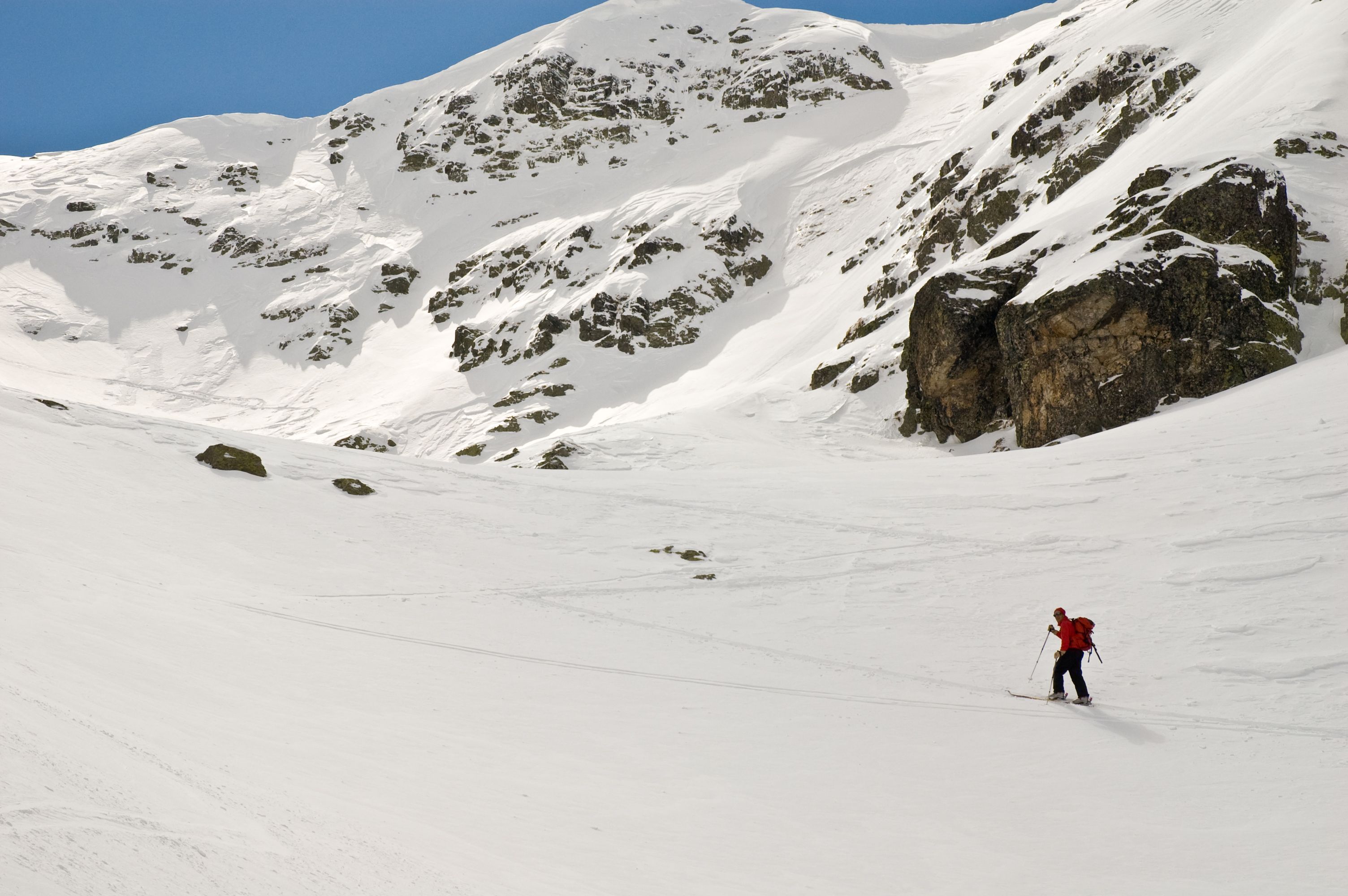
Лыжник в Рильских горах

Туризм в Болгарии составляет существенную долю ВВП страны. Большинство туристов посещают курорт либо летний, либо зимний в соответствии с сезоном. Перспектива развития туризма в Болгарии радужная, страна имеет и культурные и природные достопримечательности. В 2015 году газета Daily Mail назвала курорты Болгарии самыми недорогими в Европе. Продуктовая корзина на ключевых болгарских курортах на порядок дешевле, чем аналогичная на курортах Италии, Испании и Турции. Кроме того, в Болгарии всего два не туристических месяца — октябрь и ноябрь. Черноморский март — это уже уверенная весна с цветущими деревьями, в июне вовсю купаются в Чёрном море — до сентября. Горнолыжный сезон начинается в декабре и длится до февраля.
Черноморское побережье Болгарии — популярное направление пляжного туризма. Болгария была одним из важнейших курортов для социалистических стран Восточной Европы. В 1990-е годы отрасль пережила спад, однако теперь наблюдается подъём. Основная масса туристов прибывает из стран Западной и Восточной Европы, Скандинавии, Германии, России, Украины и Великобритании.
Наиболее популярные черноморские курорты: Албена, Золотые пески, Ривьера, Св. Константин и Елена, Обзор, Солнечный берег, Созопол, Елените, Святой Влас.
Бальнео (СПА) курорты: Велинград, Сандански, Хисар, Павел Баня, Нареченски Бани, Выршец.
Горнолыжные курорты: Банско, Боровец, Пампорово, Витоша. На горнолыжных курортах, как и на черноморских, ведётся активное обновление гостиничной базы и горной инфраструктуры. Строятся новые трассы, устанавливаются современные подъёмники (например, Doppelmayer). Курорты располагают небольшой общей протяжённостью трасс, преобладают спуски средней и низкой сложности, чем Болгария уступает популярным альпийским направлениям. В марте 2008 в Банско состоялся европейский турнир по скоростному спуску для мужчин.
По данным Национального статистического института, в 2016 году Болгарию посетили для отдыха и экскурсий 10 604 396 человек. Распределение приехавших по странам таким образом (приведены страны, давшие более 100 000 туристов):
- Румыния — 1 743 697;
- Турция — 1 312 895;
- Греция — 1 157 062;
- Германия — 1 003 030;
- Россия — 589 844;
- Северная Македония — 562 365;
- Сербия — 490 668;
- Польша — 388 833;
- Украина — 342 214;
- Великобритания — 281 777;
- Австрия — 204 489;
- Чехия — 219 349;
- Франция — 195 571;
- Италия — 152 078;
- Нидерланды — 147 882;
- Венгрия — 118 805.

## Праздники

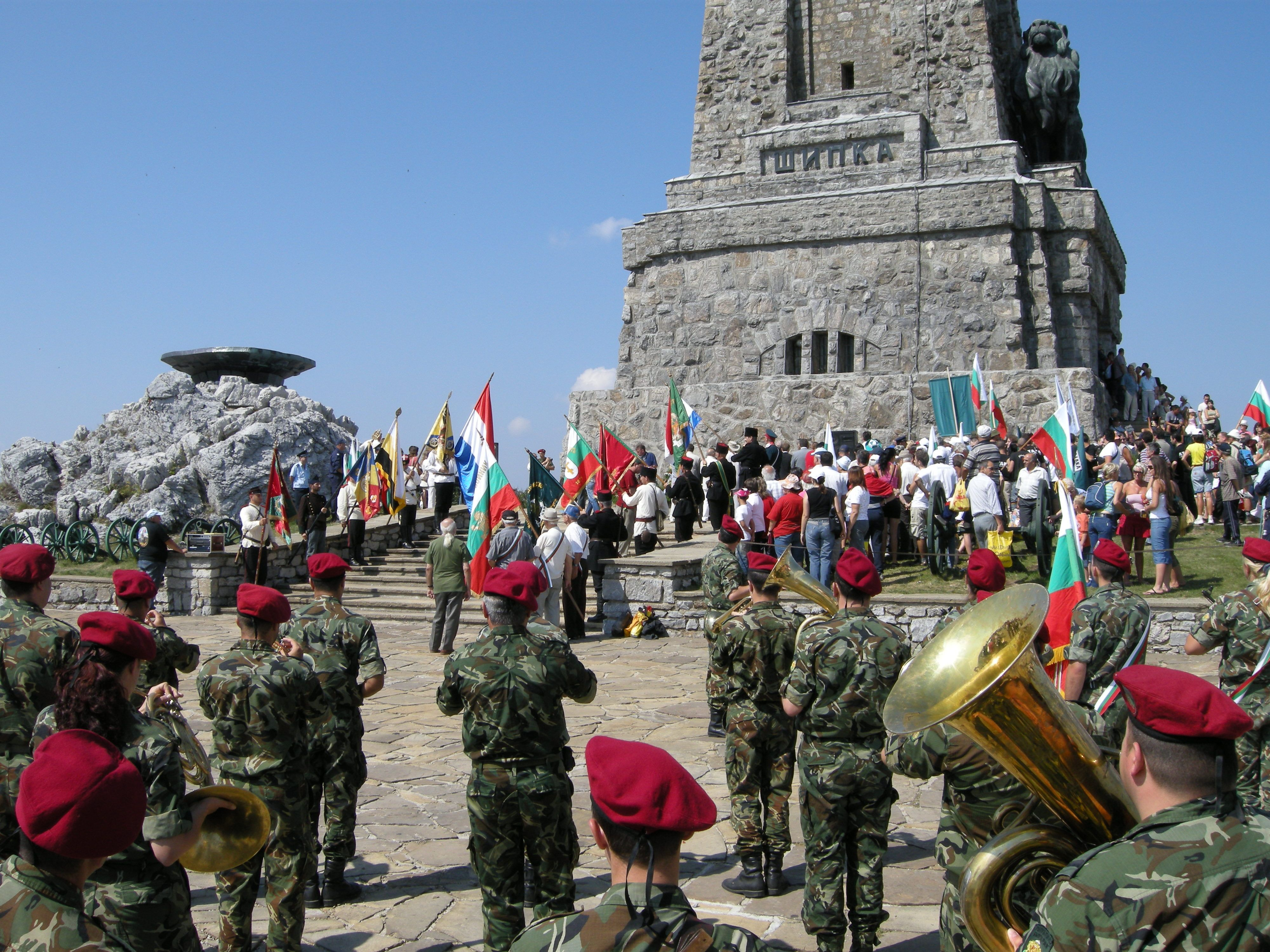
День освобождения Болгарии от османского ига

- 1 января — Новый год в Болгарии, День св. Василия, национальный праздник.
- 6 января — Богоявление (Иорданов день).
- 7 января — Крещение (Иванов день).
- 14 февраля — Трифон Зарезан, св. Трифо (праздник виноградарей).
- 1 марта — Бабушка Марта — Мартеницы (приход весны, древний дохристианский праздник).
- 3 марта — День освобождения Болгарии от османского ига (утверждён в память о победе русской армии и болгарского ополчения над турецкими войсками 3 марта 1878 года), национальный праздник.
- 1 мая — День труда (день международной солидарности трудящихся), национальный праздник.
- 6 мая — День храбрости и болгарской армии (день св. Георгия), национальный праздник.
- 11 мая — День святых Кирилла и Мефодия.
- 24 мая — День болгарского просвещения, культуры и славянской письменности.
- 2 июня — День Христо Ботева и павших за свободу Болгарии, национальный праздник.
- 6 сентября — День объединения Болгарии, национальный праздник.
- 22 сентября — День независимости Болгарии (день провозглашения суверенного Болгарского царства).
- 1 ноября — День народных будителей.
- 8 декабря — День студента Болгарии.
- 24 декабря — Сочельник, национальный праздник (канун праздника Рождество Христово).
- 25 декабря — Рождество Христово (христианский праздник, празднуется по современному новоюлианскому календарю), национальный праздник.

## Болгария в культуре
- Сладкий перец стали по названию страны называть болгарским.
- Угловую шлифовальную машину во всех странах СНГ — по месту первоначального её производства — стали называть болгарка.